# Lista odcinków serialu Żywe trupy

Żywe trupy (ang. The Walking Dead) – amerykański serial telewizyjny, na podstawie serii komiksów Żywe trupy. Oryginalnie emitowany w telewizji AMC, a w Polsce na kanale Fox. Pierwszy sezon serialu liczy sześć odcinków, drugi sezon składa się z trzynastu odcinków, zaś pozostałe z szesnastu.
30 października 2015 stacja AMC przedłużyła serię na kolejny sezon. Premiera siódmego sezonu odbyła się 23 października 2016 (USA) i 24 października (Polska i świat).

## Przegląd serii
| Serie | Serie | Odcinki | Odcinki             | Premierowa emisja    | Premierowa emisja    | Premierowa emisja    | Premierowa emisja    | Wydanie na DVD   | Wydanie na DVD   |
| Serie | Serie | Odcinki | Odcinki             | Premiera serii       | Finał serii          | Premiera serii       | Finał serii          | Region 1         | Region 2         |
| ----- | ----- | ------- | ------------------- | -------------------- | -------------------- | -------------------- | -------------------- | ---------------- | ---------------- |
|       | 1     | 6       | 6                   | 31 października 2010 | 5 grudnia 2010       | 6 listopada 2010     | 11 grudnia 2010      | 8 marca 2011     | 16 maja 2011     |
|       | 2     | 13      | 13                  | 16 października 2011 | 18 marca 2012        | 22 października 2011 | 24 marca 2012        | 28 sierpnia 2012 | 27 sierpnia 2012 |
|       | 3     | 16      | 16                  | 14 października 2012 | 31 marca 2013        | 16 października 2012 | 2 kwietnia 2013      | —                | —                |
|       | 4     | 16      | 16                  | 13 października 2013 | 30 marca 2014        | 14 października 2013 | 31 marca 2014        | —                | —                |
|       | 5     | 16      | 16                  | 12 października 2014 | 29 marca 2015        | 13 października 2014 | 30 marca 2015        | —                | —                |
|       | 6     | 16      | 16                  | 11 października 2015 | 3 kwietnia 2016      | 12 października 2015 | 4 kwietnia 2016      | —                | —                |
|       | 7     | 16      | 16                  | 23 października 2016 | 2 kwietnia 2017      | 24 października 2016 | 3 kwietnia 2017      | —                | —                |
|       | 8     | 16      | 16                  | 22 października 2017 | 15 kwietnia 2018     | 23 października 2017 | 16 kwietnia 2018     | —                | —                |
|       | 9     | 16      | 16                  | 7 października 2018  | 31 marca 2019        | 8 października 2018  | 1 kwietnia 2019      | —                | —                |
|       | 10    | 22      | 15                  | 6 października 2019  | 5 kwietnia 2020      | 7 października 2019  | 6 kwietnia 2020      | —                | —                |
| 1     | 10    | 22      | 4 października 2020 | 4 października 2020  | 5 października 2020  | 5 października 2020  | —                    | —                |                  |
| 6     | 10    | 22      | 28 lutego 2021      | 4 kwietnia 2021      | 1 marca 2021         | 5 kwietnia 2021      | —                    | —                |                  |
|       | 11    | 24      | 8                   | 22 sierpnia 2021     | 10 października 2021 | 23 sierpnia 2021     | 11 października 2021 | —                | —                |
| 8     | 11    | 24      | 20 lutego 2022      | 10 kwietnia 2022     | 21 lutego 2022       | 11 kwietnia 2022     | —                    | —                |                  |
| 8     | 11    | 24      | 2 października 2022 | 20 listopada 2022    | 3 października 2022  | 21 listopada 2022    | —                    | —                |                  |

## Lista odcinków

### Sezon 1 (2010)
| № | # | Tytuł                                 | Reżyseria             | Scenariusz                                       | Premiera (AMC)       | Premiera w Polsce (Fox Polska) |
| --- | - | ------------------------------------- | --------------------- | ------------------------------------------------ | -------------------- | ------------------------------ |
| 1 | 1 | Przeszłe dni Days Gone Bye            | Frank Darabont        | Frank Darabont                                   | 31 października 2010 | 6 listopada 2010               |
| Główny bohater, zastępca szeryfa, Rick Grimes zostaje postrzelony podczas obławy na autostradzie stanowej, zostaje przewieziony do szpitala i po operacji zapada w śpiączkę. Po wybudzeniu się Rick opuszcza splądrowany szpital i udaje się do swojego rodzinnego domu gdzie nie zastaje nikogo. Po wyjściu na ulicę dostrzega człowieka, który okazuje się być zombie, następnie zostaje zaatakowany łopatą w głowę przez Duane’a syna Morgana, pierwszych żywych ludzi jakich napotyka na swej drodze. Morgan i Duane uczą go niezbędnych do przetrwania reguł rządzących nową rzeczywistością. Rick udaje się do Atlanty próbując odszukać swoją rodzinę na sterroryzowanym przez żywe trupy świecie. Ma nadzieje że udali się do miasta gdzie otwarto obóz dla uchodźców.      |   |                                       |                       |                                                  |                      |                                |
| 2 | 2 | Odwaga Guts                           | Michelle MacLaren     | Frank Darabont                                   | 7 listopada 2010     | 13 listopada 2010              |
| W drodze do Atlanty Rick’owi zabrakło paliwa, więc przesiadł się na konia z pobliskiej farmy. Coraz częściej jest świadkiem okrucieństwa tego świata. w Atlancie Rick zostaje zaatakowany przez szwendaczy i ukrywa się w czołgu stojącym na ulicy, a z opresji ratuje go Glenn. Rick wraz z Glennem chowają się w domu towarowym. Grupa została uwięziona i planują wydostać się z Atlanty by wrócić do obozu założonego w pobliżu kamieniołomu. Podczas ucieczki w chaosie pozostawiają jednak za sobą Merle’a, który wydaje się być zbyt niebezpiecznym człowiekiem. Po ucieczce z Atlanty – Rick i pozostali docierają do obozu, w którym zastępca szeryfa odnajduje swoją żonę i syna (Lori i Carl) oraz przyjaciela – Shane’a Walsha z którym pracował na posterunku policji. |   |                                       |                       |                                                  |                      |                                |
| 3 | 3 | Powiedz to żabom Tell It to the Frogs | Gwyneth Horder-Payton | Charles H. Eglee, Jack LoGiudice, Frank Darabont | 14 listopada 2010    | 20 listopada 2010              |
| Rick decyduje się wrócić do Atlanty, gdzie pozostawił torbę pełną broni. Chce również uratować życie Merle’owi, który pozostał przykuty na dachu wieżowca. W obliczu pojawienia się Ricka, Lori i Shane, którzy po rozpoczęciu Apokalipsy zostali parą, postanawiają się rozstać. |   |                                       |                       |                                                  |                      |                                |
| 4 | 4 | Latynoski gang Vatos                  | Johan Renck           | Robert Kirkman                                   | 21 listopada 2010    | 27 listopada 2010              |
| Szukając Merle’a, grupa stara się odzyskać bagaż z bronią, który Rick stracił przy ostatniej wizycie w Atlancie. Podczas akcji grupa zostaje zaatakowana przez kilku Latynosów, którzy również szukają uzbrojenia. Podczas potyczki Glenn zostaje pojmany. Rick zamierza wymienić Glenna za rannego Latynosa, jednakże okazuje się to niemożliwe, ze względu na wygórowane żądania grupy Latynosów, którzy okazują się być pracownikami domu starców. Sytuację wyjaśnia starsza pani, która namawia obie strony do ugody. Obóz pod miastem zostaje zaatakowany przez szwendaczy. |   |                                       |                       |                                                  |                      |                                |
| 5 | 5 | Ogień niekontrolowany Wildfire        | Ernest Dickerson      | Glen Mazzara                                     | 28 listopada 2010    | 4 grudnia 2010                 |
| W wyniku ataku szwendaczy, część osób przebywających w obozie doznaje obrażeń. Rick namawia grupę, by wyruszyła do Centrum Zwalczania i Zapobiegania Chorobom, po to by zorientować się czy w obiekcie znajdują się lekarstwa przeciwko infekcji. Część grupy nie przystaje na tę propozycję. |   |                                       |                       |                                                  |                      |                                |
| 6 | 6 | TS-19                                 | Guy Ferland           | Adam Fierro, Frank Darabont                      | 5 grudnia 2010       | 11 grudnia 2010                |
| Po przybyciu do Centrum Zwalczania i Zapobiegania Chorobom, Rick oraz jego grupa spotykają dr Jennera. Mężczyzna tłumaczy ocalałym mechanizm działania wirusa, który zamienia umarłych ludzi w szwendaczy. Centrum posiada ograniczone ilości paliwa, które zasila generator. Rick orientuje się, iż doktor Jenner planuje zabicie wszystkich, którzy przebywają w Centrum, w wyniku eksplozji, która ma nastąpić samoistnie po wyczerpaniu zapasów paliwa. Rick prosi Jennera by umożliwił ucieczkę, tym którzy nie chcą zginąć. Rick otrzymuje od doktora poufną informację, przed opuszczeniem budynku. |   |                                       |                       |                                                  |                      |                                |

### Sezon 2 (2011−2012)
8 listopada 2010 po wyemitowaniu dwóch odcinków serialu stacja AMC ogłosiła, że powstanie drugi sezon, który będzie liczył 13 odcinków. Jego premiera odbyła się 16 października 2011 roku.
| № | #  | Tytuł                                                    | Reżyseria                               | Scenariusz                    | Premiera (AMC)       | Premiera w Polsce (Fox Polska) |
| --- | -- | -------------------------------------------------------- | --------------------------------------- | ----------------------------- | -------------------- | ------------------------------ |
| 7 | 1  | Niepewna przyszłość What Lies Ahead                      | Ernest Dickerson, Gwyneth Horder-Payton | Ardeth Bey, Robert Kirkman    | 16 października 2011 | 22 października 2011           |
| Rick wyprowadza ludzi z Centrum Zwalczania i Zapobiegania Chorobom. Podczas podróży grupa zatrzymuje się na autostradzie pełnej opuszczonych samochodów. Poszukując paliwa i innych przydatnych rzeczy, napotykają na grupę szwendaczy. Podczas ucieczki przed zagrożeniem w lesie gubi się Sophia. Grupa rozpoczyna poszukiwania zaginionej dziewczynki. |    |                                                          |                                         |                               |                      |                                |
| 8 | 2  | Masakra Bloodletting                                     | Ernest Dickerson                        | Glen Mazzara                  | 23 października 2011 | 29 października 2011           |
| Carl zostaje przypadkowo postrzelony przez myśliwego o imieniu Otis. Kieruje on Ricka, Shane’a i Carla w stronę farmy weterynarza – Hershela Greena, któremu udaje się usunąć jeden z sześciu fragmentów kuli, która utkwiła w klatce piersiowej chłopca. Jedna z córek Hershela, Maggie, zostaje wysłana, by ściągnąć Lori na farmę Greenów. Rick oddaje krew swojemu synowi. Otis i Shane udają się w poszukiwaniu rzeczy niezbędnych do uratowania chłopca. |    |                                                          |                                         |                               |                      |                                |
| 9 | 3  | Na ratunek Save the Last One                             | Phil Abraham                            | Scott M. Gimple               | 30 października 2011 | 5 listopada 2011               |
| Grupa martwi się o Shane’a i Otisa którzy długo nie wracają z wyprawy. Daryl i Andrea wracają do lasu aby kontynuować poszukiwania Sophii. W międzyczasie Shane i Otis próbują uciec ze szkoły. Shane nabawia się kontuzji. By przeżyć, przestrzeliwuje nogę Otisa, ściągając na niego uwagę szwendaczy. |    |                                                          |                                         |                               |                      |                                |
| 10 | 4  | Róża nadziei Cherokee Rose                               | Billy Gierhart                          | Evan Reilly                   | 6 listopada 2011     | 12 listopada 2011              |
| Shane powraca z wyprawy ukrywając przed wszystkimi prawdziwą przyczynę śmierci Otisa. Reszta grupy przybywa do posiadłości Hershela. Carl wybudza się ze snu po udanej operacji. Hershel zabrania posiadania broni na terenie swojej posesji. Oznajmia też, że pobyt grupy ogranicza się do czasu rekonwalescencji postrzelonego chłopca. Rick nie może brać udziału w poszukiwaniach Sophii ze względu na oddanie znacznej ilości krwi dla syna. Glenn i Maggie wyruszają razem do drogerii po zaopatrzenie, a Lori w tajemnicy prosi Glenna o przywiezienie jej testu ciążowego. |    |                                                          |                                         |                               |                      |                                |
| 11 | 5  | Chupacabra                                               | Guy Ferland                             | David Leslie Johnson          | 13 listopada 2011    | 19 listopada 2011              |
| Poszukiwania Sophii trwają, jednak Hershel staje się coraz bardziej podejrzliwy w stosunku do Ricka i reszty jego grupy. Shane i Rick kłócą się o sens dalszych poszukiwań. Podczas poszukiwania dziewczynki Daryl znajduje jej lalkę, jednak spada z przepaści i zostaje ciężko ranny. Udaje mu się jednak znaleźć siły, by wrócić na farmę. Podczas powrotu ze zranioną nogą, zostaje omyłkowo wzięty za szwendacza i raniony przez Andreę, której wcześniej zabroniono używania strzelby. Glenn odkrywa, że w stodole Hershel przetrzymuje szwendaczy. |    |                                                          |                                         |                               |                      |                                |
| 12 | 6  | Tajemnice Secrets                                        | David Boyd                              | Angela Kang                   | 20 listopada 2011    | 26 listopada 2011              |
| Grupa poprawia swoje umiejętności posługiwania się bronią. Andrea okazuje się być zdolnym strzelcem. Glenn mówi Dale’owi o szwedaczach w stodole. Dale dyskutuje o tym z Hershelem. Weterynarz broni się, że szwendacze w stodole to wciąż ludzie, których będzie można uleczyć. Lori wysyła Glenn i Maggie do apteki po tabletki wywołujące poronienie. Maggie zostaje zaatakowana przez szwendacza, jednak ten zostaje zabity przez Glenna. Maggie jest wściekła na Lori, iż musiała ryzykować swoje życie po to by zdobyć tabletki wczesnoporonne. |    |                                                          |                                         |                               |                      |                                |
| 13 | 7  | Prawie martwi Pretty Much Dead Already                   | Michelle MacLaren                       | Scott M. Gimple               | 27 listopada 2011    | 3 grudnia 2011                 |
| Kiedy Glenn wyjawia grupie sekret skrywany przez rodzinę Greenów, Rick podejmuje dyskusję z Hershelem – stara się go przekonać, by ten pozwolił grupie zostać, szczególnie ze względu na ciąże Lori. Rick oznajmia Shane’owi, że Lori spodziewa się dziecka. Shane rozmawia z Lori wiedząc, że dziecko może być jego. Dale stara się schować przed grupą broń na bagnie, jednak Shane udaremnia jego próby. Pomimo woli Hershela i Ricka – Shane rozdaje broń grupie i poleca zlikwidować szwendaczy zamkniętych w stodole. Jako ostatnia ze stodoły wychodzi Sophia, na jej widok grupa reaguje emocjonalnie, Rick jednak zachowuje zimną krew i dobija dziewczynkę strzałem w głowę. |    |                                                          |                                         |                               |                      |                                |
| 14 | 8  | Nebraska                                                 | Clark Johnson                           | Evan Reilly                   | 12 lutego 2012       | 18 lutego 2012                 |
| Hershel jest przybity faktem wymordowania szwendaczy ze stodoły. Domaga się od Ricka, by ten opuścił wraz z całą swoją grupą farmę. Shane oskarża Ricka, o to że jest zbyt uległy i łatwo poddaje się żądaniom. Hershel znika z farmy, Glenn i Rick odnajdują go w barze, gdzie starszy mężczyzna pije alkohol. Do baru przychodzą też nieznajomi mężczyźni, którzy proszą Ricka by ten przygarnął ich na farmę. Kiedy Rick odmawia, rozpoczyna się strzelanina, z której Rick, Glenn i Hershel wychodzą cali. Lori postanawia pojechać za Rickiem, po opuszczeniu farmy ulega wypadkowi i traci przytomność.                                                                          |    |                                                          |                                         |                               |                      |                                |
| 15 | 9  | Na celowniku Triggerfinger                               | Billy Gierhart                          | David Leslie Johnson          | 19 lutego 2012       | 25 lutego 2012                 |
| Po zabiciu napastników Rick, Hershel i Glenn przygotowują się do opuszczenia baru i powrotu na farmę. Jednak trzech kolejnych mężczyzn pojawia się w pobliżu, poszukując swoich kompanów. Shane wyrusza w poszukiwaniu Lori, po odnalezieniu kobiety okłamują ją, iż w międzyczasie Rick powrócił na farmę. Rick, Hershel i Glenn wracając na farmę, zabierają ze sobą rannego napastnika. |    |                                                          |                                         |                               |                      |                                |
| 16 | 10 | 18 mil stąd 18 Miles Out                                 | Ernest Dickerson                        | Scott M. Gimple, Glen Mazzara | 26 lutego 2012       | 3 marca 2012                   |
| Rick i Shane wywożą zabranego napastnika 18 mil od farmy, po to by go porzucić. Mężczyzna błaga ich o to by mógł z nimi pozostać. Shane i Rick kłócą się o los mężczyzny, jednocześnie roztrząsając ostatnie kontrowersyjne wydarzenia, w tym śmierć Otisa. Podczas dyskusji dochodzi do rękoczynów, które zostają przerwane atakiem szwendaczy. Po opanowaniu zagrożenia, Rick i Shane zabierają mężczyznę z powrotem na farmę, by tam zdecydować o jego losie. |    |                                                          |                                         |                               |                      |                                |
| 17 | 11 | Sędzia, ława przysięgłych i kat Judge, Jury, Executioner | Greg Nicotero                           | Angela Kang                   | 4 marca 2012         | 10 marca 2012                  |
| Przetrzymywany przez grupę Randall (mężczyzna zabrany sprzed baru) jest torturowany przez Daryla, któremu udaje się wydobyć informacje. Część grupy uważa, iż Randall jest niebezpieczny i należy go zabić. Dale uważa, iż to barbarzyński pomysł. Carl podczas spaceru po lesie natrafia na szwendacza uwięzionego w bagnie. Chłopak nie potrafi go zabić i musi przed nim uciekać. |    |                                                          |                                         |                               |                      |                                |
| 18 | 12 | Lepsze anioły Better Angels                              | Guy Ferland                             | Evan Reilly, Glen Mazzara     | 11 marca 2012        | 17 marca 2012                  |
| Dale zostaje zamordowany przez szwendacza, którego wcześniej nie zabił Carl. Rick przy okazji pogrzebu Dale’a, prosi grupę o ponowne zjednoczenie, po to by przygotować farmę na nadchodzącą zimę. Rick decyduje się darować życie Randallowi po to by uczcić w ten sposób pamięć Dale’a. Shane nie godząc się z tą decyzją, wyprowadza Randalla do lasu, gdzie skręca mu kark – jednocześnie mówiąc reszcie grupy, iż mężczyzna uciekł i stanowi zagrożenie. Rick, Shane, Carl, Daryl i Glenn rozpoczynają poszukiwania Randalla, podczas których dochodzi do kolejnej konfrontacji pomiędzy Rickiem i Shane’em. Rick zmuszony jest do zabicia przyjaciela.                           |    |                                                          |                                         |                               |                      |                                |
| 19 | 13 | Przy gasnącym ognisku Beside the Dying Fire              | Ernest Dickerson                        | Robert Kirkman, Glen Mazzara  | 18 marca 2012        | 24 marca 2012                  |
| Po śmierci Shane’a farma zostaje zaatakowana przez szwendaczy. Grupie nie udaje się odeprzeć ataku, Jim i Patricia giną, zaś Andrea zostaje porzucona. Pozostali członkowie grupy uciekają z farmy w kierunku autostrady, do miejsca w którym zostawili rzeczy dla Sophii. Andrea zostaje uratowana przez tajemniczą kobietę, która posługuje się samurajskim mieczem. |    |                                                          |                                         |                               |                      |                                |

### Sezon 3 (2012−2013)
14 października 2012 odbyła się premiera 1. odcinka 3 sezonu. Sezon składał się z 16 odcinków.
| № | #  | Tytuł                                                  | Reżyseria           | Scenariusz                | Premiera (AMC)       | Premiera w Polsce (Fox Polska) |
| --- | -- | ------------------------------------------------------ | ------------------- | ------------------------- | -------------------- | ------------------------------ |
| 20 | 1  | Podwaliny Seed                                         | Ernest Dickerson    | Glen Mazzara              | 14 października 2012 | 16 października 2012           |
| Grupie udaje się przeżyć zimę bez strat w ludziach. Po kilku miesiącach podróży napotykają więzienie, które można przerobić na fortecę. Podczas oczyszczania obiektu ze szwendaczy, Hershel zostaje ugryziony w nogę, Rick decyduje się na natychmiastową amputację. Okazuje się, iż w kafeterii więzienia przebywa grupa ocalałych więźniów. |    |                                                        |                     |                           |                      |                                |
| 21 | 2  | Choroba Sick                                           | Billy Gierhart      | Nichole Beattie           | 21 października 2012 | 23 października 2012           |
| Stan Hershela po amputacji jest bardzo zły. Maggie w przeciwieństwie do Beth spisuje ojca na straty. Rick proponuje pomoc ocalałym więźniom w walce ze szwendaczami w zamian za żywność. Szybko okazuje się, iż większość więźniów nie jest godna zaufania. |    |                                                        |                     |                           |                      |                                |
| 22 | 3  | Chodź ze mną Walk With Me                              | Guy Ferland         | Evan Reilly               | 28 października 2012 | 30 października 2012           |
| Andrea i Michonne są świadkami katastrofy śmigłowca. Na miejscu pojawia się Merle, który porywa obie kobiety i zabiera do Woodbury – miejsca, które jest zarządzane przez Gubernatora, który stworzył namiastkę normalności, odgradzając niewielki fragment miasteczka od szwendaczy. |    |                                                        |                     |                           |                      |                                |
| 23 | 4  | Wewnętrzny zabójca Killer Within                       | Guy Ferland         | Sang Kyu Kim              | 4 listopada 2012     | 6 listopada 2012               |
| Dwaj ocalali więźniowie proszą Ricka, by ten wpuścił ich do swojej grupy. Więzienie jest sabotowane przez trzeciego ocalałego więźnia, który mści się za to że, został porzucony przez pozostałych. Hershel szybko wraca do zdrowia po amputacji kończyny. Lori umiera podczas cesarskiego cięcia, które wykonuje Maggie w obecności Carla. Michonne nabiera podejrzeń wobec zamiarów Gubernatora. |    |                                                        |                     |                           |                      |                                |
| 24 | 5  | Powiedz tylko słowo Say The Word                       | Greg Nicotero       | Angela Kang               | 11 listopada 2012    | 13 listopada 2012              |
| Gubernator urządza piknik w Woodbury. Michonne odzyskuje swój miecz i namawia Andreę do opuszczenia miasteczka, ta jednak postanawia zostać. Rick po śmierci Lori zaczyna mieć halucynacje. |    |                                                        |                     |                           |                      |                                |
| 25 | 6  | Ścigani Hounded                                        | Dan Attias          | Scott M. Gimple           | 18 listopada 2012    | 20 listopada 2012              |
| Rick popada w obłęd i nieustannie czeka na telefony od zmarłych. Merle organizuje pościg za Michonne, nie udaje mu się jednak zabić kobiety, zamiast tego bierze do niewoli Glenna i Maggie, którzy zapuścili się do miasta szukając pokarmu dla niemowląt. |    |                                                        |                     |                           |                      |                                |
| 26 | 7  | Gdy umarli pukają do drzwi When the Dead Come Knocking | Dan Sackheim        | Frank Renzulli            | 25 listopada 2012    | 27 listopada 2012              |
| Rick i Carl ratują Michonne z opresji i przyjmują ją do grupy. Kobieta mówi im o losie Glenna i Maggie, którzy zostali porwani przez Merle’a. |    |                                                        |                     |                           |                      |                                |
| 27 | 8  | Stworzeni by cierpieć Made to Suffer                   | Billy Gierhart      | Robert Kirkman            | 2 grudnia 2012       | 4 grudnia 2012                 |
| Rick, Daryl, Michonne i Oscar odbijają Glenna i Maggie z rąk Gubernatora atakując Woodbury. |    |                                                        |                     |                           |                      |                                |
| 28 | 9  | Król samobójstwa The Suicide King                      | Lesli Linka Glatter | Evan Reilly               | 10 lutego 2013       | 12 lutego 2013                 |
| Gubernator zmusza Daryla i Merle’a do bratobójczej walki o życie. Braci ratują Rick i Maggie. Po uwolnieniu ich, Rick nie chce by Merle osiadł w więzieniu, na znak solidarności z bratem, z grupy odchodzi Daryl. |    |                                                        |                     |                           |                      |                                |
| 29 | 10 | Dom Home                                               | Seith Mann          | Nichole Beattie           | 17 lutego 2013       | 19 lutego 2013                 |
| Daryl i Merle podczas penetracji lasu ratują z opresji hiszpańskojęzyczną rodzinę. Glenn i Michonne planują atak na Gubernatora, jednak Hershel nie popiera ich planów. Gubernator atakuje więzienie. Dzięki interwencji Daryla i Merle’a – udaje się odeprzeć atak i powstrzymać hordę szwendaczy – wpuszczoną przez Gubernatora do środka więzienia. |    |                                                        |                     |                           |                      |                                |
| 30 | 11 | Nie jestem Judaszem I Ain’t a Judas                    | Greg Nicotero       | Angela Kang               | 24 lutego 2013       | 26 lutego 2013                 |
| Andrea i Milton udają się na misję pokojową do więzienia. Podczas podróży spotykają Tyrese’a i jego grupę. Milton zabiera ich do Woodbury, zaś Andrea dociera do więzienia sama, gdzie dowiaduje się o śmierci Shane’a. |    |                                                        |                     |                           |                      |                                |
| 31 | 12 | Droga wolna Clear                                      | Tricia Brock        | Scott M. Gimple           | 3 marca 2013         | 5 marca 2013                   |
| Rick i Carl jadą w rodzinne strony, po to by zdobyć więcej broni przed konfrontacją z Gubernatorem. Postanawiają zabrać ze sobą Michonne. W King County spotykają Morgana, który nie ma z początku pokojowych zamiarów, Carl obezwładnia mężczyznę strzałem w kamizelkę kuloodporną. Rick postanawia czuwać przy nieprzytomnym Morganie, podczas gdy Carl i Michonne idą zdobyć kołyskę dla Judith. Carl przekonuje się do Michonne i zaczyna ją lepiej traktować. |    |                                                        |                     |                           |                      |                                |
| 32 | 13 | Wypowiedzenie wojny Arrow on the Doorpost              | David Boyd          | Ryan C. Coleman           | 10 marca 2013        | 12 marca 2013                  |
| Andrea organizuje spotkanie Ricka i Gubernatora na neutralnym gruncie. Podczas długich negocjacji, Gubernator obiecuje odstąpić od ataku na więzienie, ale tylko wtedy gdy Rick wyda mu Michonne. |    |                                                        |                     |                           |                      |                                |
| 33 | 14 | Ofiara Prey                                            | Stefan Schwartz     | Glen Mazzara, Evan Reilly | 17 marca 2013        | 19 marca 2013                  |
| Andrea dowiaduje się, iż Gubernator nie odstąpi od zamiaru zaatakowania więzienia, nawet gdy Rick spełni jego żądania. Kobieta postanawia uciec z Woodbury i ostrzec mieszkańców więzienia przed planowanym atakiem. Jej tropem podąża Gubernator. Pomimo oporów Andrei, Gubernator przechwytuje ją pod samą bramą więzienia, odwozi do Woodbury i umieszcza w sali tortur. |    |                                                        |                     |                           |                      |                                |
| 34 | 15 | Żałosne życie This Sorrowful Life                      | Greg Nicotero       | Scott M. Gimple           | 24 marca 2013        | 26 marca 2013                  |
| Rick prosi Merle’a by ten wydał Gubernatorowi Michonne. Merle z początku decyduje się na wykonanie zadania, jednak uświadamia sobie, iż doprowadzenie Michonne, spowoduje tylko cierpienie kobiety, a Gubernator nie odstąpi od planu zaatakowania więzienia. Aby zapobiec atakowi, Merle wypuszcza Michonne i w pojedynkę atakuje gubernatora i jego ludzi, ginie jednak podczas akcji z rąk Gubernatora i przeistacza się w szwendacza. Daryl, który postanawia sprawdzić, co się stało z jego bratem, zastaje Merle’a w nowym wcieleniu i jest zmuszony do zabicia go. |    |                                                        |                     |                           |                      |                                |
| 35 | 16 | Witajce w grobowcach Welcome to the Tombs              | Ernest Dickerson    | Glen Mazzara              | 31 marca 2013        | 2 kwietnia 2013                |
| Gubernator wraz z mieszkańcami Woodbury atakuje więzienie, jednak jego akcja nie odnosi pożądanego skutku. |    |                                                        |                     |                           |                      |                                |

### Sezon 4 (2013−2014)
| № | #  | Tytuł                                         | Reżyseria          | Scenariusz                       | Premiera (AMC)       | Premiera w Polsce (Fox Polska) |
| --- | -- | --------------------------------------------- | ------------------ | -------------------------------- | -------------------- | ------------------------------ |
| 36 | 1  | 30 spokojnych dni 30 Days Without an Accident | Greg Nicotero      | Scott M. Gimple                  | 13 października 2013 | 14 października 2013           |
| Grupa wiedzie idealne życie w więzieniu i stara się utrzymać swoje człowieczeństwo. |    |                                               |                    |                                  |                      |                                |
| 37 | 2  | Zarażeni Infected                             | Guy Ferland        | Scott M.Gimple                   | 20 października 2013 | 21 października 2013           |
| Grupa musi stawić czoła nowemu wrogowi. Rick i jego grupa walczą w obronie swojego ciężko zdobytego miejsca do życia. |    |                                               |                    |                                  |                      |                                |
| 38 | 3  | Odosobnienie Isolation                        | Dan Sackheim       | Nichole Beattie                  | 27 października 2013 | 28 października 2013           |
| Część grupy opuszcza więzienie w poszukiwaniu zapasów. Pozostali muszą poradzić sobie z ostatnimi stratami. |    |                                               |                    |                                  |                      |                                |
| 39 | 4  | Obojętność Indifference                       | Tricia Brock       | Matthew Negrete                  | 3 listopada 2013     | 4 listopada 2013               |
| Rick i Carol wyruszają z misją ratunkową w poszukiwaniu Daryla, Michonne, Tyresse’a i Boba. Rick pyta Caroll o to czy kobieta zabiła Karen i Davida. Kiedy Caroll odpowiada twierdząca, Rick zabrania jej powrotu do więzienia. |    |                                               |                    |                                  |                      |                                |
| 40 | 5  | Internowanie Internment                       | David Boyd         | Channing Powell                  | 10 listopada 2013    | 11 listopada 2013              |
| Hershel opiekuje się całym blokiem, który choruje na grypę. W związku z brakiem lekarstw – umierają kolejne osoby. Stan Glenna i Sashy jest bardzo poważny. Rick wraca do więzienia, a następnie wraz z Maggie umacnia ogrodzenie. Na bloku więziennym dochodzi do ataku szwendaczy, którzy zmarli wcześniej na grypę, jednocześnie nie wytrzymuje część ogrodzenia i horda atakuje więzienie. Rick i Carl wspólnie eliminują przeciwników, Maggie zaś pomaga ojcu odeprzeć atak od wewnątrz. Grupa Daryla powraca do więzienia i dostarcza potrzebnych lekarstw, które ratują życie Glennowi i Sashy. Odcinek kończy się cliffhangerem – ukazaniem postaci Gubernatora nieopodal ogrodzenia więzienia. |    |                                               |                    |                                  |                      |                                |
| 41 | 6  | Żywa przynęta Live Bait                       | Michael Uppendahl  | Nichole Beattie                  | 17 listopada 2013    | 18 listopada 2013              |
| Odcinek retrospektywny w całości poświęcony losom Gubernatora, począwszy od wymordowania przez niego mieszkańców Woodbury. Wkrótce po tym wydarzeniu Gubernator zostaje porzucony przez swoich kompanów i rozpoczyna tułaczkę. Udaje mu się odnaleźć 4-osobową rodzinę, która zamieszkuje kamienicę. Gubernator przedstawia im się jako Brian Heriot i szybko wkupuje w ich łaski, poprzez wykonanie kilku zadań, które mu powierzają. Po śmierci jednego z członków rodziny, Gubernator wraz z dwoma kobietami i dziewczynką – wyrusza w drogę, podczas której ratuje życie dziewczynce, która traktuje jak córkę. Zostają odnalezieni przez Martineza. |    |                                               |                    |                                  |                      |                                |
| 42 | 7  | Obciążenie Dead Weight                        | Jeremy Podeswa     | Curtis Gwinn                     | 24 listopada 2013    | 25 listopada 2013              |
| Gubernator wraz z dwoma kobietami i dziewczynką dołącza do obozu zarządzanego przez Martineza. Aby zdobyć władzę – zabija najpierw Martineza a później tymczasowego szefa obozu. Udaje się pod więzienie, gdzie dostrzega Michonne, Hershela oraz Ricka i Carla. Odcinek kończy się cliffhangerem – rozpoczętym atakiem na Michonne. |    |                                               |                    |                                  |                      |                                |
| 43 | 8  | Bliscy końca Too Far Gone                     | Ernest Dickerson   | Seth Hoffman                     | 1 grudnia 2013       | 2 grudnia 2013                 |
| Gubernator bierze Michonne i Hershela jako zakładników, a następnie wtajemnicza swoją grupę w plan pokojowego zdobycia więzienia. Po dotarciu pod ogrodzenia więzienia, Gubernator wzywa Ricka na negocjacje i stawia mu ultimatum: wszyscy dotychczasowi mieszkańcy więzienia muszą je opuścić. Rick odpowiada kontrpropozycją: ludzie Gubernatora, jak i on sam mogą zamieszkać w więzieniu razem z grupą Ricka. W międzyczasie Lily, opiekuje się swoją córką nad rzeką – z dala od miejsca konfliktu. Dziewczynka zostaje zaatakowana i ugryziona przez szwendacza. Gubernator nie wytrzymuje napięcia i podcina głowę Hershela, co rozpoczyna walkę pomiędzy jego grupą i grupą Ricka. Gubernator dobija Hershela i walczy wręcz z Rickiem, kiedy udaje mu się osiągnąć przewagę i jest bliski zabicia policjanta, zostaje zaatakowany przez Michonne, która przebija go mieczem samurajskim. Po zakończeniu walki, w wyniku której obie strony ponoszą straty, Rick i Carl orientują się, iż fotelik Judith jest pusty, pozostają na nim jedynie ślady krwi. Lily, po ujrzeniu ogromu zniszczenia i stracie córki, dobija konającego Gubernatora strzałem w głowę. |    |                                               |                    |                                  |                      |                                |
| 44 | 9  | Po ataku After                                | Greg Nicotero      | Robert Kirkman                   | 9 lutego 2014        | 10 lutego 2014                 |
| Mieszkańcy więzienia uciekają przed szwendaczami. Rick i Carl uciekają jako ostatni przez co odłączają się od reszty. Znajdują dom, w którym się zatrzymują. |    |                                               |                    |                                  |                      |                                |
| 45 | 10 | Więźniowie Inmates                            | Tricia Brock       | Matthew Negrete, Channing Powell | 16 lutego 2014       | 17 lutego 2014                 |
| Tyreese opiekuje się Judith oraz dwiema dziewczynkami, które ocalały podczas ataku na więzienie. Do tej grupki dołącza Carol. Maggie i Sasha znajdują wrak autobusu, w którym znajduje się wyłącznie szwendacze. Glenn budzi się w więzieniu, skąd udaje mu się uciec wraz z Tarą. Ostatnią z ocalałych grup tworzy Daryl i Beth. |    |                                               |                    |                                  |                      |                                |
| 46 | 11 | Roszczenie Claimed                            | Seith Mann         | Nichole Beattie, Seth Hoffman    | 23 lutego 2014       | 24 lutego 2014                 |
| Michonne i Carl wyruszają po zapasy, zostawiając Ricka samego w domu, ze względu na jego zły stan zdrowia. Podczas ich nieobecności, dom zostaje zajęty przez szabrowników. Rick początkowo chowa się przed wrogami pod łóżkiem, jednak aby wydostać się z domu musi zabić jednego z nich. Glenn i Tara podróżują z Abrahamem i jego ludźmi ciężarówką. Glenn postanawia jednak odłączyć się aby odnaleźć Maggie. Dochodzi do sprzeczki, w wyniku której grupa zostaje zaatakowana przez szwendaczy, co skutkuje unieruchomieniem ciężarówki. Abraham i jego ludzie przyłączają się do Glenna i Tary, a następnie wspólnie postanawiają zawrócić by odnaleźć innych ocalałych. Rick, Michonne i Carl po ucieczce z domu podążają wzdłuż torów, odnajdując zostawioną wskazówkę by kierować się na przód. |    |                                               |                    |                                  |                      |                                |
| 47 | 12 | Cisza Still                                   | Julius Ramsay      | Angela Kang                      | 2 marca 2014         | 3 marca 2014                   |
| Odcinek w całości poświęcony dalszym losom Daryla i Beth. Beth ma ochotę napić się alkoholu, co prowadzi ją i Daryla do opuszczonego klubu golfowego, w którym para toczy walkę ze szwendaczami i nie znajduje żadnych zapasów. Następnie para udaje się do opuszczonego domku, odkrytego przez Daryla jeszcze w czasie, w którym cała grupa mieszkała w więzieniu. W domku odnajdują bimber, który wspólnie spożywają. Daryl i Beth opowiadają o swojej przeszłości. Mężczyzna po raz pierwszy zwierza się ze swojego nędznego życia, które prowadził przed apokalipsą. W ostatniej scenie para decyduje się podpalić dom, oblewając go wcześniej bimbrem. |    |                                               |                    |                                  |                      |                                |
| 48 | 13 | Sami Alone                                    | Ernest Dickerson   | Curtis Gwinn                     | 9 marca 2014         | 10 marca 2014                  |
| Bob, Maggie i Sasha znajdują mapę z zaznaczonym miejscem o nazwie Terminus. Maggie chce podążać w stronę tego obiektu, wierząc iż Glenn uczynił to samo. Sasha jest jednak sceptyczna, co doprowadza do rozdzielenia się grupy – Maggie samotnie kontynuuje samotną podróż wzdłuż torów. Bob i Sasha początkowo decydują się iść za nią. Po przejściu kilku kilometrów Sasha stwierdza, iż woli pozostać w jednym miejscu, do czego namawia też Boba. Mężczyzna odrzuca ten pomysł i idzie dalej wzdłuż torów, podczas gdy Sasha dostaje się do opuszczonego budynku, z którego zauważa otoczoną przez szwendaczy Maggie. Sasha wybiega z budynku i pomaga Maggie, kobiety doganiają Boba i cała trójka wspólnie kontynuuje pieszą podróż do Terminusa. W tym czasie Daryl i Beth znajdują pozornie opuszczony dom pogrzebowy, w którym udaje im się natrafić na dużą ilość świeżych zapasów żywnościowych oraz na zwłoki przygotowane do pochówku. Daryl nocuje w trumnie, zaś Beth oddaje się grze na fortepianie. Podczas kolejnej nocy, dom zostaje zaatakowany przez grupę szwendaczy. Darylowi udaje się odciągnąć uwagę przeciwników i ledwo ratuje się z opresji, wybiegając z domu natrafia na leżącą na podłodze torebkę Beth oraz odjeżdżający samochód. Mężczyzna podąża za śladami pojazdu, jednak po pewnym czasie traci siły na rozgałęzieniu dróg, gdzie zostaje otoczony przez grupę mężczyzn, która wcześniej zaatakowała Ricka. Glenn odkrywa mapę z zaznaczonym Terminusem. |    |                                               |                    |                                  |                      |                                |
| 49 | 14 | Gaj The Grove                                 | Michael Satrazemis | Scott M. Gimple                  | 16 marca 2014        | 17 marca 2014                  |
| Odcinek przedstawiający dalsze losy Carol, Tyreese, Lizzie, Miki i Judith, którzy podobnie jak pozostałe grupy podążają wzdłuż torów w kierunku Terminusa. Tyreese z powodu rany i gorączki spowalnia grupę. Carol jest zaniepokojona postawą Lizzie, która uważa szwendaczy za ludzi i odmawia zabijania ich. Tyreese natrafia na szwandacza na torach, jednak Lizzie prosi go by go nie zabijać. W tym czasie Carol i Mika odkrywają opuszczone, niewielkie gospodarstwo, z prowizorycznym ogrodzeniem. Podczas inspekcji budynku, Lizzie i Mika zostają zaatakowane przez szwendacza, Mika zabija napastnika z broni palnej, następnie cała grupa decyduje się pozostać w znalezionym domu przez kilka dni aby nabrać sił. W gospodarstwie są zapasy orzechów laskowych oraz studnia i dostęp do wody pitnej. Podczas pobytu Lizzie podupada na zdrowiu psychicznym, Carol nakrywa ją podczas zabawy ze szwendaczem, dziewczynka reaguje płaczem, gdy Carol zmuszona jest zabić napastnika. O wiele bardziej pragmatyczne podejście prezentuje Mika, której udaje się uratować siostrę, gdy ta uciekając przed szwendaczami zaplątuje się w ogrodzenie. Carol i Tyreese są zdania, iż po tak traumatycznym przeżyciu, Lizzie w końcu zmieni swoje podejście do szwendaczy i postanawiają zostawić siostry na jakiś czas same. Po powrocie do gospodarstwa, Carol i Tyreese odkrywają, iż Lizzie zabiła Mike, aby ta mogła się przemienić i udowodnić pozostałym, że szwendacze są niegroźni. Lizzie planowała zabić także Judith, jednak powrót Carol i Tyreese uniemożliwił jej to. Carol jest zdruzgotana postawą dziewczynki, która wyjawia Tyreesowi, iż podczas pobytu w więzieniu, karmiła szwendaczy przez ogrodzenie. Rozpatrując różne rozwiązania, Carol decyduje się zabić Lizzie strzałem w głowę. Po egzekucji, Carol jest w fatalnej formie psychicznej: przekazuje Tyreesowi broń i wyznaje mu prawdę o śmierci Karen i Davida. Tyreese jest przybity tą informacją, jednak wybacza Carol tę zbrodnię. Następnego dnia mężczyzna wspólnie z Carol i Judith opuszcza gospodarstwo, by podążać dalej w kierunku Terminusa. |    |                                               |                    |                                  |                      |                                |
| 50 | 15 | My Us                                         | David S. Goyer     | Nichole Beattie, Seth Hoffman    | 23 marca 2014        | 24 marca 2014                  |
| Glenn, Tara, Abraham, Eugene i Rosita podążając wzdłuż torów, napotykają wiadomość od Maggie, Boba i Sashy, by kierowali się w stronę Terminusa. Grupa wkrótce dociera do ciemnego tunelu kolejowego, pod którym się rozdziela. Glenn i Tara decydują się przejść przez tunel, pozostali zaś zawracają i udaje im się znaleźć działający samochód. W tunelu Tara i Glenn napotykają górę gruzu oraz uwięzionych szwendaczy. Tara klinuje się wśród kamieni i zostaje otoczona przez szwendaczy. Glenn próbuje uratować kobietę. Z opresji wyciągają ich Maggie, Bob i Sasha, którzy napotkali Abrahama, Eugene i Rositę i wrócili wraz z nimi do tunelu od drugiej jego strony. Daryl integruje się z nową grupą, w której panują surowe zasady współżycia. Okazuje się, iż grupa ta podąża za Rickiem, po to by zemścić się na nim, za to iż zamordował ich kompana. Rick wraz z Michonne i Carlem podąża dalej wzdłuż torów. Glenn, Tara, Abraham, Eugene, Rosita, Maggie, Sasha i Bob docierają do Terminusa, gdzie zostają przywitani. |    |                                               |                    |                                  |                      |                                |
| 51 | 16 | A                                             | Michelle MacLaren  | Scott M. Gimple, Angela Kang     | 30 marca 2014        | 31 marca 2014                  |
| W odcinku sceny teraźniejsze zostały przeplecione flashbackami, w których zostały pokazane wydarzenia z więzienia, uzupełniające fabułę czwartego sezonu. W czasie teraźniejszym Rick, Michonne i Carl zatrzymują się na noc przy opuszczonym samochodzie. W nocy zostają zaatakowani przez Joe i jego grupę. Daryl prosi swojego lidera o to by ten darował Rickowi życie, co nie przynosi żadnego rezultatu. Jeden z członków grupy Joego okazuje się być pedofilem i atakuje Carla, w tej sytuacji Rick stawia wszystko na jedną kartę, i pomimo iż ma przystawiony do głowy pistolet atakuje Joe, a następnie przegryza mu tętnicę szyjną. W tym czasie Daryl i Michonne atakują pozostałych napastników. Przy życiu pozostaje jedynie pedofil, który przystawia nóż do szyi Carla grożąc zabiciem chłopaka. Rick ignorując tę groźbę rzuca się na napastnika, a następnie brutalnie pozbawia go życia. Następnego dnia Rick, Daryl, Michonne i Carl docierają do Terminusa. Decydują się jednak na wtargnięcie do obiektu od tyłu, przez ogrodzenie, wcześniej zakopując część swojego uzbrojenia. W Terminusie zostają przyjęci przez Garetha oraz Alexa. Mężczyźni z początku przejawiają pokojowe zamiary i prowadzą grupę Ricka na dwór, gdzie czeka na nich obiad. Rick dostrzega jednak u Alexa zegarek należący do Glenna, co doprowadza do konfliktu, w wyniku którego grupa Ricka zostaje ostrzelana z dachów Terminusa. Gareth i jego ludzie zapędzają Ricka, Daryla, Michonne i Carla do zamkniętego wagonu, w którym są więzieni także Glenn, Maggie, Sasha, Bob, Tara, Abraham, Eugene oraz Rosita. Rick konkluduje sytuację słowami, iż napastnicy zadarli z niewłaściwymi ludźmi. |    |                                               |                    |                                  |                      |                                |

### Sezon 5 (2014−2015)
| № | #  | Tytuł                                                          | Reżyseria             | Scenariusz                       | Premiera (AMC)       | Premiera w Polsce (Fox Polska) |
| --- | -- | -------------------------------------------------------------- | --------------------- | -------------------------------- | -------------------- | ------------------------------ |
| 52 | 1  | To żaden azyl No Sanctuary                                     | Greg Nicotero         | Scott M.Gimple                   | 12 października 2014 | 13 października 2014           |
| Terminus okazuje się być pułapką. Rick, Glenn, Daryl i Bob zostają zabrani do rzeźni, w której ludzie Garetha dokonują uboju rytualnego ludzi. Tuż przed ubojem Glenna dochodzi do eksplozji, w wyniku której grupa Ricka ucieka z rzeźni, zabijając przy okazji większość ludzi z grupy Garetha. W tym samym czasie Carol i Tyresse obezwładniają członka grupy Garetha. Tyresse zostaje z zakładnikiem i Judith a Carol samodzielnie atakuje Terminus, wpuszczając na jego teren hordę szwendaczy. Po wydostaniu się z Terminusa Rick zamazuje znak prowadzący do niego oraz dopisuje do niego słowo „Nie”, tworząc wyrażenie: „Nie ma schronienia”. Znak ten odkrywa Morgan Jones. We flashbackach przedstawieni są mieszkańcy Terminusa, którzy zostali zaatakowani i zniewoleni, zanim ich przywódca Gareth oświadczył, że od teraz muszą stać się „rzeźnikami”. W teraźniejszości, Carol i Tyresse dowiadują się od jednego z ludzi Garetha, Martina, że reszta grupy Ricka jest przetrzymywana w Terminusie. Carol wyrusza im na pomoc, podczas gdy Tyresse zostaje z Martinem i Judith. Carol powoduje eksplozję, która wywołuje pożar w obozie, i tym samym zapobiega egzekucji Ricka, Daryla, Glenna i Boba, którzy wykorzystują okazję i uciekają po tym jak odkryli, że mieszkańcy Terminusa są kanibalami. Przebijają się przez stado szwendaczy i mieszkańców Terminusa, i ratują resztę grupy. Tymczasem Gareth wyprowadza z obozu garstkę swoich sprzymierzeńców. Rick chce wytropić grupę Garetha, ale pozostali członkowie grupy protestują. Carol, Tyresse i Judith ponownie łączą się grupą Ricka i podążają w nieznanym kierunku razem z Abrahamem, który chce dostarczyć Eugene’a do Waszyngtonu. Rick zamazuje znak kierujący do Terminusa i dopisuje Nie ma żadnego azylu – później znak ten odkrywa Morgan Jones.                                              |    |                                                                |                       |                                  |                      |                                |
| 53 | 2  | Nieznajomi Strangers                                           | David Boyd            | Robert Kirkman                   | 19 października 2014 | 20 października 2014           |
| Podczas wędrówki w lesie, grupa wspomina chwile z przeszłości, podczas gdy Daryl czuje, że ktoś ich obserwuje. Napotykają się na księdza, Gabriela. Rick jest wobec niego nieufny, po tym jak Gabriel twierdzi, że nigdy nie zabił ani zombie, ani człowieka. Ksiądz prowadzi grupę do kościoła, który służy jako jego schronienie. Abraham uważa, że spowolni to ich podróż do Waszyngtonu. Ojciec Gabriel, który przetrwał dzięki zapasom z dorocznej zbiórki dla biednych, mówi Rickowi o banku żywności, w którym wciąż jest pożywienie, ale który został opanowany przez szwendaczy. Rick decyduje się udać do niego razem z Michonne, Bobem, Sashą i niechętnym Gabrielem. Zanim wyruszają, Rick informuje Carla, że nie ufa Gabrielowi i żeby pilnował bezpieczeństwa grupy. W banku żywności, grupa Ricka rozprawia się ze szwendaczami, a Sasha ratuje życie Bobowi. Rick cały czas bezskutecznie próbuje zmusić Gabriela do wyjawienia, tego co ukrywa. Carl odkrywa napis na ścianie kościoła Spłoniesz za to. Podczas kolacji Abraham mówi grupie, że chce kontynuować misję, a Rick wreszcie się zgadza wziąć w niej udział. Tara wyznaje Maggie, że była po stronie walczących dla Gubernatora, ale Maggie zapewnia ją, że jest teraz częścią grupy. Rick dziękuje księdzu za gościnność, ale jednocześnie ostrzega go, że jego sekret może zaszkodzić grupie. Carol, która źle się czuje żyjąc z nowymi członkami grupy, decyduje się odejść, ale Daryl śledzi ją do samochodu, który wcześniej razem naprawili. Mija ich pędzący samochód, za którym podążają, po tym jak Daryl rozpoznał go jako pojazd, który zabrał Beth. Bob, który wyszedł z kościoła zostaje napadnięty przez grupę Garetha, w której jest również Martin. Po tym jak Bob budzi się, zdaje sobie sprawę z tego, że jego lewa noga została amputowana i jest właśnie jedzona przez grupę „łowców”. |    |                                                                |                       |                                  |                      |                                |
| 54 | 3  | Dach nad głową Four Walls and a Roof                           | Jeffrey F. January    | Angela Kang, Corey Reed          | 26 października 2014 | 27 października 2014           |
| Kiedy ludzie z Terminusa dowiadują się, że Bob był ugryziony wyrzucają go pod kościołem. Rick i część jego grupy postanawiają ich znaleźć i się ich pozbyć – kiedy wyruszają ludzie z Terminusa wchodzą do kościoła, w ostatnim momencie Rick wraca z grupą i zabijają napastników. Bob umiera, a część grupy rusza do Waszyngtonu, reszta zostaje by poczekać na Daryla i Carol, którzy zniknęli. |    |                                                                |                       |                                  |                      |                                |
| 55 | 4  | Slabtown                                                       | Michael E. Satrazemis | Matthew Negrete, Channing Powell | 2 listopada 2014     | 3 listopada 2014               |
| Beth budzi się w szpitalu, przy jej łóżku stoi policjantka i lekarz, którzy mówią jej, że za to, że uratowali jej życie będzie musiała pracować by spłacić dług. Przywożą uciekinierkę, która została ugryziona przez zombie, by ją uratować obcinają jej rękę. Beth dowiaduje się od niej, że odpracowaniem rozumiane są usługi seksualne dla policjantów. Kiedy Beth podaje zły lek pacjentowi ten umiera, Noah ratuje dziewczynę przed pobiciem biorąc winę na siebie. Beth postanawia uciec z chłopakiem, któremu się to udaje, lecz Beth zostaje schwytana. Dziewczyna jest zszokowana kiedy widzi, że nowym pacjentem przywiezionym do szpitala jest Carol. |    |                                                                |                       |                                  |                      |                                |
| 56 | 5  | Samopomoc Self Help                                            | Ernest Dickerson      | Heather Bellson                  | 9 listopada 2014     | 10 listopada 2014              |
| Po wyruszeniu grupa zmierzająca do Waszyngtonu napotyka na trudności. Na początku psuje się autobus, co okazuje się być wyczynem Eugena. Abraham za wszelką cenę chce zawieźć naukowca do stolicy, postanawia nawet przedrzeć się przez grupę zombie co wydaje się być pewną śmiercią. Grupa nie zgadza się na ten pomysł. W momencie kłótni Eugene przyznaje się, że nie jest żadnym naukowcem, powiedział tak by uratować swoje życie, za to zostaje pobity przez Abrahama. |    |                                                                |                       |                                  |                      |                                |
| 57 | 6  | Pochłonięci Consumed                                           | Seith Mann            | Matthew Negrete                  | 16 listopada 2014    | 17 listopada 2014              |
| Daryl i Carol podążają za autem z krzyżem, które według Daryla uprowadziło Beth. Kiedy przybywają do Atlanty chowają się w wysokim budynku, z którego mają lepszy widok na miasto. Niedługo później zostają napadnięci przez Noah, który zabiera im bron i pozostawia na pastwę paru szwendaczy. Jakiś czas potem trafiają do budynku sądu, gdzie znajdują Noah w tarapatach, Daryl chce go zostawić na pewną śmierć, ale Carol postanawia go uratować. Noah przyznaje się, że zna Beth i to ona pomogła uciec mu ze szpitala. Postanawiają razem uwolnić dziewczynę. Kiedy opuszczają budynek Carol zostaje potrącona przez policyjny wóz, Noah mówi by Daryl ją zostawił, gdyż w szpitalu mają leki i jej pomogą. Wsiadają do samochodu i razem jada do kościoła do Ricka by opowiedzieć mu o całym wydarzeniu. |    |                                                                |                       |                                  |                      |                                |
| 58 | 7  | Rozdzieleni Crossed                                            | Billy Gierhart        | Seth Hoffman                     | 23 listopada 2014    | 24 listopada 2014              |
| Po zajęciu kościoła dla Carla i Michonne, Rick, Sasha, Tyreese, Daryl i Noah wyruszają do Atlanty by uratować Beth i Carol. Ojciec Gabriel wykorzystuje okazję i ucieka z kościoła. W szpitalu Beth robi wszystko by uratować życie Carol, widząc to Dawn sekretnie daje klucz dziewczynie do leków, by mogła jej pomóc. Dr Stevens ostrzega ją, że to co zrobiła Dawn nie było z uprzejmości. Mówi jej także, że dawka epinefryny może uratować życie Carol. W tym samym czasie Rick proponuje by zaatakować szpital i uwolnić kobiety. Tyreese ma inny plan, uważa, że powinni schwytać kilku policjantów i zrobić wymianę. Grupie udaje się złapać kilku policjantów jest wśród nich oficer Lamson, który według Noaha jest tym dobrym. Kiedy Sasha i Lamson zostają sami prosi ją by zabiła jednego ze szwendaczy, który kiedyś był jego partnerem. Kobieta zgadza się, wykorzystując chwilę słabości policjant uwalnia się, nokautuje Sashę i ucieka. |    |                                                                |                       |                                  |                      |                                |
| 59 | 8  | Koda Coda                                                      | Ernest Dickerson      | Angela Kang                      | 30 listopada 2014    | 1 grudnia 2014                 |
| Rick ściga uciekającego Lamsona, kiedy ten ignoruje jego rozkaz zatrzymania się, potrąca go samochodem i zabija. Pozostali policjanci zgadzają się skłamać Dawn i powiedzieć, że został zabity przez zombie. Ojciec Gabriel znajduje miejsce przebywania ludożerców z Terminusa, chwilę później zombie uwięzione w szkole uwalniają się i podążają za nim do kościoła. Kiedy horda wdziera się do kościoła Carl, Michonne i Gabriel uciekają jego sekretnym wyjściem. W tym samym czasie pojawia się przed budynkiem grupa Abrahama. Po tym jak Glenn opowiada Michonne, że Eugenie kłamał i nie jest żadnym naukowcem, ta mówi im, że Rick i jego grupa poszli odbić Beth i Carol. W szpitalu Beth pomaga Dawn zabić jednego z policjantów, który ją szantażuje. Niedługo później dochodzi do wymiany w szpitalu. Policjanci zostają wymienieni za Beth i Carol. Nagle Dawn zmienia zasady umowy i żąda powrotu Noah. Beth, która idzie pożegnać się z Noah niespodziewanie wbija nożyczki w Dawn, a ta w odpowiedzi strzela jej w głowę. Wściekły Daryl zabija Dawn. Pozostali policjanci postanawiają nie strzelać i wypuścić ich bez żalu. Rick proponuje ludziom w szpitalu by się do niego dołączyli, tylko Noah godzi się na tę propozycję. W tym samym czasie Morgan kontynuuje poszukiwania grupy Ricka, pod kościołem znajduje mapę Abrahama z wiadomością dla Ricka. |    |                                                                |                       |                                  |                      |                                |
| 60 | 9  | Co się stało i co się dzieje What Happened and What’s Going On | Greg Nicotero         | Scott M. Gimple                  | 8 lutego 2015        | 9 lutego 2015                  |
| Rick, Michonne, Tyresse, Glenn oraz Noah wyruszają do miasteczka, w którym mieszkał Noah. Noah z Tyresse’em udali się do domu, w którym mieszkał Noah. Podczas przeszukania Tyresse zostaje ugryziony w rękę. Noah biegnie po resztę grupy, a Tyresse w tym czasie dostaje halucynacji. Widzi m.in. Beth, Lizzie, Mike i Gubernatora. Rick odcina mu rękę, ale Tyresse umiera po utracie zbyt dużej ilości krwi. |    |                                                                |                       |                                  |                      |                                |
| 61 | 10 | Oni Them                                                       | Julius Ramsay         | Heather Bellson                  | 15 lutego 2015       | 16 lutego 2015                 |
| Grupa jest na skraju przetrwania. Brakuje im pożywienia. Nieznajomy zostawia na ulicy butelkowaną wodę dla grupy. Zbliża się burza. Grupa ukrywa się w stodole, którą wcześniej znalazł Daryl. Następnego dnia Maggie i Sasha spotykają człowieka o imieniu Aaron. |    |                                                                |                       |                                  |                      |                                |
| 62 | 11 | Odległość The Distance                                         | Larysa Kondracki      | Seth Hoffman                     | 22 lutego 2015       | 23 lutego 2015                 |
| Aaron mówi grupie o istniejącej cywilizacji o nazwie Aleksandria. Początkowo Rick mu nie ufa, ale w końcu decyduje się za namową reszty grupy na wyruszenie do miasta. W czasie podróży Glenn, Rick, Michonne i Aaron napotykają hordę zombie. Wychodzą z tej konfrontacji cało i odnajduję resztę grupy. Następnego dnia ruszają w dalszą drogę. Grupa dociera do Aleksandrii. |    |                                                                |                       |                                  |                      |                                |
| 63 | 12 | Pamiętaj Remember                                              | Greg Nicotero         | Channing Powell                  | 1 marca 2015         | 2 marca 2015                   |
| Grupa stara się zadomowić w nowym miejscu. Deanna – przywódczyni Aleksandrii przesłuchuje nowo przybyłych członków. Zabiera im broń i przydziela domy. Rick pozostaje nieufny i chce spędzić noc z całą grupą w jednym domu. Glenn, Tara i Noah pod przywództwem Aidena (syna Deanny) wyruszają na zewnątrz po zapasy, gdzie dochodzi do sprzeczki. Deanna prosi Ricka aby ten został policjantem w Aleksandrii. |    |                                                                |                       |                                  |                      |                                |
| 64 | 13 | Zapomnij Forget                                                | David Boyd            | Corey Reed                       | 8 marca 2015         | 9 marca 2015                   |
| Sasha nie może pozbierać się po śmierci Tyresse’a i nie czuje się dobrze w Aleksandrii. Rick wraz z Carol i Darylem planują wykraść broń ze zbrojowni. Daryl wyrusza na polowanie. Spotyka Aarona i wspólnie penetrują pobliskie lasy. Spotykają zdziczałego konia i próbują go złapać. W tym czasie Deanna organizuje przyjęcie. Rick stara się poznać nowych ludzi w tym m.in. Jessie – żonę chirurga Pete’a. Tymczasem Carol kradnie broń, ale przyłapuje ją Sam – syn Jessie. Aaron proponuje Darylowi wspólne podróżowanie poza murami w celu rekrutowania nowych ludzi. Po namyśle Daryl się zgadza. |    |                                                                |                       |                                  |                      |                                |
| 65 | 14 | Wyczerpani Spend                                               | Jennifer Lynch        | Matthew Negrete                  | 15 marca 2015        | 16 marca 2015                  |
| Glenn, Tara, Eugene oraz Noah wraz z ludźmi Aidena wyruszają w poszukiwaniu sprzętu elektronicznego. Abraham uczestniczy w budowie murów. Grupa Aidena napotyka zombie. Aiden strzela przypadkowo w granat, który wybucha przez co ciężko rani Tarę i samego Aidena. Glenn, Noah, Nicholas i Eugene zabierają Tarę do opuszczonego biura. Okazuje się, że Aiden przeżył więc Glenn wraz z Noahem i Nicholasem idą mu pomóc, a Eugene stara się uratować życie Tarze. Glennowi nie udaje się uratować Aidena i ten umiera. Glenn, Nicholas i Noah zaklinowali się w obrotowych wyjściowych drzwiach. Częściowo z opresji ratuje ich Eugene. Mimo wszystko szwendacze dorywają Noaha, który ginie. Tymczasem grupa budownicza, do której należy Abraham również napotyka szwendaczy. Abraham ratuje z opresji Francine, dzięki czemu zaczyna dowodzić grupą budowlaną. Carol odkrywa, że Pete bije zonę i syna. Mówi o tym Rickowi. W tym samym czasie ksiądz Gabriel przychodzi do Deanny, aby prosić ją o wyrzucenie z miasta grupy Ricka. Wszystko słyszy Maggie. |    |                                                                |                       |                                  |                      |                                |
| 66 | 15 | Spróbuj Try                                                    | Michael E. Satrazemis | Angela Kang                      | 22 marca 2015        | 23 marca 2015                  |
| Deanna przeżywa żałobę po śmierci syna. Sasha ciągle poluje na szwendaczy. Michonne i Rosita starają się jej pomóc. Rick stara się przekonać Deanna’e, aby ta zgodziła się na zabicie Pete’a. Carl rusza za Enid, która często w samotności ucieka za mury Aleksandrii. Glenn oskarża Nichoalsa o śmierć Aidena i Noaha. Tymczasem Aaron z Darylem znajdują zmasakrowane zwłoki jakiejś dziewczyny. Daryl uważa, że w pobliżu znajdują się ludzie którzy są za to odpowiedzialni. Rick oferuje Jessie pomoc. Ta po długich wahaniach w końcu się zgadza. Pete widzi jak Rick rozmawia z Jessie i rzuca się na Ricka. Ich bojkę przerywa Deanna. Rick mówi wszystkim co myśli o systemie rządzenia w Aleksandrii. Przemowę przerywa mu Michonne. |    |                                                                |                       |                                  |                      |                                |
| 67 | 16 | Pokonaj Conquer                                                | Greg Nicotero         | Scott M. Gimple, Seth Hoffman    | 29 marca 2015        | 30 marca 2015                  |
| Morgan spotyka niebezpiecznych ludzi, którzy nazywają siebie "Wilkami". Obezwładnia ich i zamyka w samochodzie. Rick budzi się po konfrontacji z Pete’em. Siedzi przy nim Michonne. Do dwójki dołącza Carol, Abraham i Glenn. Maggie prosi Deanna’e aby ta nie wyrzucała Ricka z miasta. Carol budzi Ricka i oddaje mu jego broń. Nie mówi pozostałym o broni, gdyż boi się, że mogą tego nie zrozumieć. Rick nie chce kłamać. Carol szybko sprowadza go na ziemię, mówiąc, że nie da się przejąć tego miejsca bez kilku kłamstw. Glenn widzi jak Nicholas wspina się po murze, więc podąża za nim. Tymczasem Gabriel opuszcza miasto nieuzbrojony. Spotyka szwendacza i zabija go po czym wraca do miasta. Daryl i Aaron gubią mężczyznę, którego śledzili. Znajdują ciężarówki pełne puszkowanego jedzenia. Okazuje się, że to pułapka i w środku znajdują się szwendacze. Aaron z Darylem zamykają się w samochodzie. Z opresji pomaga im wyjść Morgan, który podąża za Rickiem. Nicholas zauważył, że jest śledzony przez Glenna i atakuje go. Obydwaj ledwo żywi wychodzą z tej konfrontacji i wracają do miasta. Deanna organizuje spotkanie przy ognisku, w którym maja zdecydować o losie Ricka. Ten nie pojawia się na spotkaniu lecz zabija zombie, które przedostały się przez bramę. Po pokonaniu szwendaczy idzie na spotkanie, gdzie jeszcze raz próbuje przekonać ludzi do zmiany systemu rządzenia. W tym czasie Pete atakuje Ricka. Reg stara się go powstrzymać, ale Pete podcina mu gardło. Deanna prosi Ricka o zabicie chirurga. Rick robi to z zimna krwią. Wszystko to widzi Morgan. |    |                                                                |                       |                                  |                      |                                |

### Sezon 6 (2015−2016)
Sezon 6 został potwierdzony przez stację AMC 7 października 2014. Premiera została zaplanowana na 11 października 2015 w USA, a w Polsce 12 października 2015.
| № | #  | Tytuł                                    | Reżyseria             | Scenariusz                       | Premiera (AMC)       | Premiera w Polsce (Fox Polska) |
| --- | -- | ---------------------------------------- | --------------------- | -------------------------------- | -------------------- | ------------------------------ |
| 68 | 1  | Nowe początki First Time Again           | Greg Nicotero         | Scott M. Gimple, Matthew Negrete | 11 października 2015 | 12 października 2015           |
| Rick otrzymuje polecenie by zakopać zwłoki Pete’a z dala od Alexandrii. Podczas próby pozbycia się zwłok Rick i Morgan oraz potajemnie śledzący ich syn Pete’a odkrywają wyrobisko wypełnione tysiącami szwendaczy, którym wyjście blokują zaparkowane ciężarówki. Rick dzieli się informacjami o znalezisku z mieszkańcami Alexandrii i sugeruje, by wyprowadzić szwendaczy z wyrobiska tak, by ominęli Alexandrię. Plan nie podoba się Carterowi, ale Deanna decyduje się na jego realizację. Daryl zgłasza się na przewodnika szwendaczy, towarzyszy mu Sasha i Abraham prowadzący samochód. Rick, Michonne i Morgan bronią skrzyżowania dróg, które zostało wzmocnione zaparkowanymi samochodami i blachami. Glenn wraz z dwuosobową ekipą ma za zadanie eliminacji szwendaczy, którzy zagnieździli się w pobliskim sklepie. Podczas eskortowania hordy Carter zostaje ugryziony w twarz, po czym zostaje dobity przez Ricka. Plan kończy się niepowodzeniem, ponieważ nieznani sprawcy za pomocą klaksonu wabią szwendaczy wprost do Alexandrii. |    |                                          |                       |                                  |                      |                                |
| 69 | 2  | JSS                                      | Jennifer Lynch        | Seth Hoffman                     | 18 października 2015 | 19 października 2015           |
| W retrospekcji zostaje ukazana historia Enid, która straciła rodziców i tułając się dotarła do Alexandrii. Następnie odcinek przedstawia wydarzenia w Alexandrii, które miały miejsce podczas nieobecności Ricka oraz pozostałych osób, które zostały zaangażowane w eskortowanie szwendaczy z dala od Alexandrii. Miasteczko zostaje zaatakowane przez grupę „Wilków”, którzy za pomocą broni białej zabijają napotkanych mieszkańców. Carol przebiera się za jednego z członków „Wilków” i przystępuje do kontrataku, broniąc zbrojowni. Do miasteczka wraca także Morgan, któremu udaje się wyłączyć klakson w ciężarówce, a która rozbiła się o ogrodzenie Alexandrii. Carl w obliczu niebezpieczeństwa broni Enid przed napastnikami. Jessie udaje się odeprzeć atak we własnym domu. Ostatecznie Carol z pomocą Morgana doprowadzają do ucieczki pozostałych przy życiu napastników. Enid ucieka od Carla, zostawiając mu kartkę, na której życzy mu przeżycia. |    |                                          |                       |                                  |                      |                                |
| 70 | 3  | Podziękowanie Thank You                  | Michael Slovis        | Angela Kang                      | 25 października 2015 | 26 października 2015           |
| Słysząc klakson dobiegający z Alexandrii Rick nakazuje Michonne i Glennowi poprowadzić ocalałych w bezpieczne miejsce. Ostrzega, że nie każdy da radę wrócić. Rick w pojedynkę kontynuuje plan odciągnięcia szwendaczy od miasteczka. Powracająca grupka pod wodzą Michonne i Glenna odnosi dotkliwe straty. Glenn i Nicholas zostają zapędzeni w ślepy zaułek. Nie widząc innego wyjścia Nicolas strzela sobie w głowę, upadając pociąga za sobą Glenna wprost w ręce hordy. Rick zdobywa samochód typu kamper i próbuje koordynować akcję za pomocą walkie-talkie. Glenn i Nicolas nie odpowiadają na sygnał. Rick zostaje zaatakowany w kamperze przez grupę Wilków. Udaje mu się zabić napastników, podczas walki uszkadza jednak samochód. Rick znajduje u jednego z Wilków słoik z pokarmem dla niemowląt, orientując się tym samym iż Alexandria została splądrowana, nie może jednak odjechać ponieważ nie udaje mu się uruchomić kampera. Auto zostaje otoczone przez szwendaczy. |    |                                          |                       |                                  |                      |                                |
| 71 | 4  | Nie tutaj Here’s Not Here                | Stephen Williams      | Scott M. Gimple                  | 1 listopada 2015     | 2 listopada 2015               |
| Odcinek retrospektywny przedstawiający losy Morgana zanim podążał za Rickiem w stronę Terminusa. Po zamordowaniu dwóch przypadkowych osób: ojca i syna, Morgan natrafia na zabudowania w lesie. Próbując zabić gospodarza, zostaje ogłuszony i wzięty do niewoli przez Eastmana – mężczyznę w średnim wieku, charakteryzującego się ogromną posturą oraz znajomością aikido. Gospodarz karmi Morgana i wypytuje o jego losy. Po pewnym czasie Eastman oświadcza, iż klatka w której przebywa Morgan zawsze była otwarta. Po tych słowach Morgan decyduje się po raz kolejny zaatakować gospodarza, jednak ponownie przegrywa i prosi o śmierć. Eastman odmawia, dając Morganowi kolejną szansę. Mężczyźni zaprzyjaźniają się, Eastman uczy Morgana aikido oraz pokazuje mu cmentarz na którym grzebie zombie, podpisując każdy nagrobek. Po pewnym czasie Eastman wyjawia swoją mroczną historię oraz przeznaczenie klatki, w której przetrzymywany był Morgan. Podczas jednego ze spacerów Eastman zostaje ugryziony przez zombie człowieka, którego wcześniej zamordował Morgan. Przed śmiercią mężczyzna dokończa opowiadać historię swojego życia. Po pogrzebaniu Eastmana, Morgan wyrusza w drogę znajdując tory i drogowskaz informujący o Terminusie. W czasie teraźniejszym okazuje się, iż Morgan opowiedział swoją historię jednemu z pojmanych Wilków. W ostatniej scenie odcinka Morgan słyszy głos powracającego Ricka, który prosi o pomoc.                                                                   |    |                                          |                       |                                  |                      |                                |
| 72 | 5  | Teraz Now                                | Avi Youabian          | Corey Reed                       | 8 listopada 2015     | 9 listopada 2015               |
| Rick powraca do Alexandrii mając za plecami połowę hordy z kamieniołomów. Zombie okrążają miasteczko, co doprowadza do spadku morale mieszkańców. Rick stara się poprawić sytuację poprzez racjonalizowanie zagrożenia. Maggie wyrusza tunelem w poszukiwaniu Glenna, towarzyszy jej Aaron. Wyjście z tunelu jest jednak zablokowane przez zombie, co uniemożliwia opuszczenie Alexandrii. Zrozpaczona Maggie wyznaje Aaronowi, że jest w ciąży z Glennem. Tara sprawdza jak sobie radzi Denise (psychiatra, pracująca jako doktor w miasteczku), kobieta ma problem z ratowaniem życia pacjenta, wkrótce jednak udaje jej się odsączyć ropę z zakażonej rany. Carl planuje opuścić miasteczko by poszukać Enid, Ron zniechęca go do tego pomysłu, tłumacząc iż na zewnątrz nie da się przeżyć. Spencer ratuje spiżarnię przed splądrowaniem, po to by samemu ukraść z niej alkohol i przekąski. Deanna jest rozczarowana zachowaniem syna. Ron zbliża się do Ricka i prosi o naukę strzelania. Jessie sprawdzając jak się czuje sąsiadka, dostrzega iż kobieta popełniła samobójstwo i zamieniła się w zombie. Deanna zostaje na ulicy zaatakowana przez zombie jednego z Wilków, z opresji ratuje ją Rick. |    |                                          |                       |                                  |                      |                                |
| 73 | 6  | Zawsze odpowiedzialni Always Accountable | Jeffrey F. January    | Heather Bellson                  | 15 listopada 2015    | 16 listopada 2015              |
| Daryl, Sasha i Abraham zostają zaatakowani przez nieznanych napastników. Daryl w wyniku ataku oddziela się od grupy i udaje się o lasu, w którym zostaje pojmany przez trójkę ocalałych i wzięty za napastnika. Po pewnym czasie udaje mu się oswobodzić, ukraść torbę i oddalić się do lasu. Orientuje się jednak, iż przypadkowo ukradł insulinę jednej z ocalałych, wobec czego postanawia wrócić do grupy. W międzyczasie Sasha i Abraham ukrywają się w budynku policji. Abraham decyduje się na penetrację okolicy, w wyniku czego znajduje granatnik. Daryl i trójka ocalałych zostaje zaatakowana przez napastników, którzy muszą się jednak wycofać po tym jak jeden z nich zostaje ugryziony przez szwendacza i poddaje się natychmiastowej amputacji. Jedna z ocalałych wkrótce zostaje zabita przez dwóch szwendaczy. Pozostała przy życiu dwójka zdradza Daryla i kradnie mu motocykl i kuszę. Darylowi udaje się znaleźć ciężarówkę i dojechać do Sashy i Abrahama, ukrywających się dalej w budynku policji. |    |                                          |                       |                                  |                      |                                |
| 74 | 7  | Głowy do góry Heads Up                   | David Boyd            | Channing Powell                  | 22 listopada 2015    | 23 listopada 2015              |
| Akcja rozpoczyna się od samobójstwa Nicolasa (odcinek 3). Glennowi udaje się przeżyć, po tym jak chowa się pod ciałem Nicolasa a później wtacza się pod kontener ze śmieciami, pod którym jest bezpieczny, czekając aż szwendacze opuszczają zaułek. Wycieńczony Glenn od razu po wydostaniu się napotyka Enid, która częstuje go wodą. Dziewczyna nie chce jednak wrócić z nim do Alexandrii. Glenn postanawia ją przekonać. Ostatecznie udaje im się dotrzeć na miejsce, dostrzegają jednak tabuny szwendaczy, przez co nie mogą się przedostać do osady. W międzyczasie w osadzie mieszkańcy mają pretensje do Morgana, o to że podczas ataku Wilków pozwolił im odejść. Morgan tłumaczy się, powołując na dewizy, które zaszczepił mu Eastman. Carol szpieguje Morgana, po to by poznać jego sekret. Spencer próbuje się wydostać z osady, przed pewną śmiercią ratują go jednak Rick i Tara. Ron dostaje lekcje obsługi broni od Ricka i Carla, nie dostaje jednak nabojów, które sam potajemnie wykrada z magazynu. Glenn i Enid za pomocą balonów wypełnionych helem dają znać, iż żyją. Rick wraz z pomocnikami umacnia mury od środka. Wszystkie wysiłki idą na marne po tym jak znajdująca się na zewnątrz osiedla wieża zawala się i niszczy fragment ogrodzenia. |    |                                          |                       |                                  |                      |                                |
| 75 | 8  | Od początku do końca Start to Finish     | Michael E. Satrazemis | Matthew Negrete                  | 29 listopada 2015    | 30 listopada 2015              |
| Mieszkańcy Alexandrii walczą z hordą, która wdarła się przez dziurę w ogrodzeniu. Rick z synem i kilkoma innymi osobami barykaduje się w domu Jessie. Deanna zostaje ugryziona, jednak nie chce zostać przez nikogo dobita. Podczas ataku hordy Carol chce zabić przetrzymanego Wilka, uniemożliwia to jednak Morgan. Zamieszanie wykorzystuje Wilk, który bierze zakładnika i oddala się w nieznanym kierunku. W domu Jessie dochodzi do konfrontacji Rona z Carlem. Atak Rona na Carla doprowadza do wdarcia się szwendaczy do domu. Rick i reszta grupy zmuszeni są do zabarykadowania się na piętrze. Aby opuścić dom, Rick poleca swojej grupie usmarowanie się we krwi szwendaczy (nawiązanie do motywu z pierwszego sezonu serialu). Dzięki kamuflażowi grupie udaje się wyjść na zewnątrz. Pozostawiona w domu Deanna w dalszym ciągu nie potrafi popełnić samobójstwa, w akcie desperacji atakuje wdzierającą się hordę. |    |                                          |                       |                                  |                      |                                |
| 76 | 9  | Bez wyjścia No Way Out                   | Greg Nicotero         | Seth Hoffman                     | 14 lutego 2016       | 15 lutego 2016                 |
| Daryl, Abraham i Sasha zabijają ludzi Negana i wracają do Alexandrii. Rick, Carl, Jessie, Ron, Sam, Michonne i Gabriel planują ucieczkę do kamieniołomu. Podczas przechodzenia przez hordę dochodzi do komplikacji, Ron, Sam i Jessie giną, Carl zostaje postrzelony w oko. Wilk porywa Denise, a podczas próby ucieczki zostaje ugryziony. Carol zabija go z balkonu. Glenn i Enid docierają do Alexandrii. Koreańczyk jest bliski śmierci, ale ratują go Daryl, Abraham i Sasha. Rick z rannym Carlem docierają do szpitala. Denise ratuje życie Carla, a Rick wychodzi walczyć ze stadem. Wszyscy mu pomagają. |    |                                          |                       |                                  |                      |                                |
| 77 | 10 | Następny świat The Next World            | Kari Skogland         | Angela Kang, Corey Reed          | 21 lutego 2016       | 22 lutego 2016                 |
| Mija jakiś czas. Rick i Daryl wyruszają po zapasy. Na wyprawie spotykają mężczyznę, który przedstawia się jako Paul Rovia nazywany przez przyjaciół "Jesus". Kradnie on im ciężarówkę z zapasami. W Alexandrii panuje spokój. Carl i Enid wymykają się do lasu. Spotykają Michonne, Spencera i Deannę przemienioną w szwendacza. Rick i Daryl walczą z Jesusem o zapasy. Podczas potyczek ciężarówka spada do jeziora a Paul traci przytomność. Daryl i Rick zabierają go do Bezpiecznej Strefy. Pomiędzy Michonne i Rickiem dochodzi do zbliżenia. Budzi ich głos Jesusa: "Rick! Musimy porozmawiać...” |    |                                          |                       |                                  |                      |                                |
| 78 | 11 | Rozwiązane węzły Knots Untie             | Michael E. Satrazemis | Matthew Negrete, Channing Powell | 28 lutego 2016       | 29 lutego 2016                 |
| Rick dowiaduje się od Jesusa, że w okolicy znajduje się inny obóz w którym żyją ludzie – Wzgórze. Grupa z Alexandrii postanawia wybrać się tam. Wzgórzem dowodzi arogancki Gregory. Nagle do obozu dociera mężczyzna o imieniu Ethan. Przekazuje on Gregory’emu wiadomość od niejakiego Negana. Wiadomością jest wbicie noża w brzuch lidera Wzgórza. Rick zabija Ethana i dogaduje się ze Wzgórzem – pozbędzie się Negana i jego ludzi (Zbawców) w zamian za zapasy. |    |                                          |                       |                                  |                      |                                |
| 79 | 12 | Jeszcze nie jutro Not Tomorrow Yet       | Greg Nicotero         | Seth Hoffman                     | 6 marca 2016         | 7 marca 2016                   |
| Rick przekonuje mieszkańców Alexandrii do ataku wyprzedzającego na bazę Zbawców. Za pomocą fortelu ludzie Ricka dostają się do środka bazy i dokonują rzezi. Carol pilnuje Maggie, by ta pozostała przed bazą i nie włączają się do ataku. Następnego dnia, jeden z ocalałych Zbawców (o imieniu Primo) stara się uciec, jednakże jest powstrzymany przez Daryla. Rick otrzymuje wiadomość przez krótkofalówkę od nieznanych napastników, którzy twierdzą iż pojmali Carol i Maggie. |    |                                          |                       |                                  |                      |                                |
| 80 | 13 | Na tym samym wózku The Same Boat         | Billy Gierhart        | Angela Kang                      | 13 marca 2016        | 14 marca 2016                  |
| Carol i Maggie zostają porwane przez czteroosobową grupę (w skład grupy wchodzą: Paula, Michelle, Molly i Donnie). Porywacze kontaktują się z Rickiem i żądają uwolnienia Primo. Grupa zabiera Carol i Maggie do rzeźni, w której szwendają się zombie. Paula stara się negocjować z Rickiem, jest jednak świadoma, iż jej grupa jest na straconej pozycji. Stan Donniego, który został postrzelony pogarsza się, w bardzo kiepskiej formie jest też Molly. Carol i Maggie ostatecznie wykorzystują słabość porywaczy i mordują Molly, Michellę i Paulę (Donnie umiera w wyniku doznanych wcześniej obrażeń). Kiedy Rick dociera do rzeźni, zastaje uwolnione kobiety. Primo jako zakładnik staje się bezwartościowy, wobec czego Rick morduje go strzałem w głowę. |    |                                          |                       |                                  |                      |                                |
| 81 | 14 | Dwa razy dalej Twice as Far              | Alrick Riley          | Matthew Negrete                  | 20 marca 2016        | 21 marca 2016                  |
| Abraham i Eugene wyruszają poza Alexandrię aby odnaleźć maszynę do produkcji amunicji. Dochodzi między nimi do sprzeczki, po której Abraham decyduje się wrócić do domu sam. Denise, Rosita i Daryl wyruszają do apteki, w poszukiwaniu leków. Denise próbując zdobyć napój, zostaje zaatakowana i wykazuje się nierozwagą, za co zostaje krytykowana przez Daryla i Rositę. Po zdobyciu napoju, Denise wygłasza monolog. Jej wystąpienie zostaje przerwane strzałem w tył głowy. Napastnikiem okazuje się być Dwight, wraz ze swoją grupą. Ich zakładnikiem jest Eugene. Dzięki wsparciu Abrahama, Daryl, Rosita oraz Eugene wygrywają potyczkę i powracają do Alexandrii. Denise zostaje pogrzebana. Carol, męczona wyrzutami sumienia postanawia opuścić Alexandrię. |    |                                          |                       |                                  |                      |                                |
| 82 | 15 | Wschód East                              | Michael E. Satrazemis | Scott M. Gimple, Channing Powell | 27 marca 2016        | 28 marca 2016                  |
| Rick i Morgan udają się na poszukiwania Carol. Kobieta jadąc samochodem zostaje zaatakowana przez grupę Zbawców. Zabija kilku, ale jeden, ciężko ranny ucieka. Daryl chce zemścić się na Dwightcie i udaje się tam, gdzie ostatnio go widział. Carl udaje się do zbrojowni. Zabiera pistolet, który na uchwycie ma wydłubany kij baseballowy czymś owinięty. Glenn, Rosita i Michonne udają się w pogoń za Darylem. Rosita decyduje się na pomoc Dixonowi w złapaniu Zbawców. Glenn i Michonne zostają złapani przez Dwighta. Morgan przyznaje się Rickowi do tego, że przetrzymywał Owena. Mężczyźni postanawiają, iż Morgan będzie dalej szukał Carol a Rick wróci do Alexandrii. Maggie ścina włosy, nagle dostaje bóli brzucha. Daryl i Rosita znajdują w lesie obóz Zbawców, wpadają na Dwighta. Daryl odwraca się ku niemu, a następnie zostaje postrzelony. |    |                                          |                       |                                  |                      |                                |
| 83 | 16 | Ostatni dzień na Ziemi Last day on Earth | Greg Nicotero         | Robert Kirkman                   | 3 kwietnia 2016      | 4 kwietnia 2016                |
| Rick, Carl, Abraham, Sasha, Aaron i Eugene wyruszają do Wzgórza, by Maggie zbadał lekarz. Przed wyjazdem Rick powierza Gabrielowi dowództwo nad obroną Alexandrii. Morgan odnajduje Carol, kobieta jednak ucieka i zostaje zaatakowana przez jednego ze Zbawców, którego wcześniej poważnie raniła. Zostaje postrzelona, Zbawca ma zamiar ją zabić, jednak Morgan przełamuje się i, aby ratować Carol, zabija napastnika. Morgan i Carol spotykają ludzi z innej osady, którzy chcą im pomóc. Po drodze na Wzgórze grupa Ricka napotyka na liczne problemy. Zbawcy organizują blokady dróg, aby uniemożliwić grupie przejazd. Podczas pierwszej konfrontacji, jeden ze Zbawców stawia warunki kompromisu i oznajmia, iż jedna osoba z grupy Ricka będzie musiała zostać stracona. Rick nie decyduje się na pertraktacje i nakazuje Abrahamowi odjechać. Grupa dociera do kolejnych zapór, na których czekają pułapki. Ostatecznie, wszyscy poza Eugene wysiadają z Campera i próbują się przedostać lasem, pod osłoną nocy. Plan ten zawodzi i wszyscy, łącznie z Eugenem, dostają się do niewoli. Negan wykłada warunki współpracy, wracając do kwestii zabicia jednej osoby z grupy Ricka. Daryl, Glenn, Rosita, Michonne, Rick, Carl, Abraham, Sasha, Aaron i Eugene na klęczkach czekają na decyzję Negana, który za pomocą wyliczanki wybiera osobę, którą następnie zabija bejsbolowym kijem owiniętym w drut kolczasty. Sezon kończy się cliffhangerem, ponieważ scena egzekucji pokazana jest z perspektywy ofiary. |    |                                          |                       |                                  |                      |                                |

### Sezon 7 (2016−2017)
| № | #  | Tytuł                                                                        | Reżyseria             | Scenariusz                                    | Premiera (AMC)       | Premiera w Polsce (Fox Polska) |
| --- | -- | ---------------------------------------------------------------------------- | --------------------- | --------------------------------------------- | -------------------- | ------------------------------ |
| 84 | 1  | Nadejdzie dzień, kiedy Ciebie nie będzie The Day Will Come When You Won’t Be | Greg Nicotero         | Scott M. Gimple                               | 23 października 2016 | 24 października 2016           |
| W odcinku zaprezentowane zostało dokończenie wydarzeń z finałowego odcinka sezonu szóstego. Negan wybrał Abrahama, którego zamordował kilkoma uderzeniami za pomocą kija bejsbolowego owiniętego drutem kolczastym. Po zamordowaniu Abrahama Negan zostaje zaatakowany przez Daryla, który wkrótce zostaje obezwładniony. Wydarzenie to popycha Negana do wybrania kolejnej ofiary, którą zostaje Glenn. Po dokonaniu kolejnej egzekucji Negan zabiera Ricka do campera i wspólnie wyruszają na przejażdżkę, podczas której Negan testuje Ricka, wyrzucając na dach campera toporek i każąc Rickowi po niego pójść. Rick bez użycia broni walczy ze szwendaczami, a następnie zdobywa toporek. Nie przynosi go jednak Neganowi, ale pozostaje w letargu na dachu pojazdu. Negan oddaje w stronę Ricka salwę z karabinu maszynowego, zmuszając go do ucieczki z dachu. Rick wskakuje na powieszonego na moście człowieka, który zamienił się w szwendacza. Po chwili szyja szwendacza nie wytrzymuje obciążenia i urywa się, strącając Ricka w stronę hordy szwendaczy, Negan postanawia go jednak ocalić i za pomocą salwy z karabinu maszynowego zabija hordę. Pomimo dramatycznych wydarzeń opór Ricka nie zostaje złamany, w związku z tym Negan zmusza go by odrąbał rękę Carlowi. Zadanie to przerasta Ricka, który załamuje się psychicznie. Widząc załamanego Ricka Negan odwołuje swój rozkaz, ocalając rękę Carla. Negan zabiera Daryla jako zakładnika i oświadcza, iż od teraz grupa Ricka ma płacić cotygodniowy haracz w postaci surowców. Negan wraz ze swoimi ludźmi odjeżdża zostawiając Ricka i jego ludzi w środku lasu razem z ciałami Glenna i Abrahama. |    |                                                                              |                       |                                               |                      |                                |
| 85 | 2  | Studnia The Well                                                             | Greg Nicotero         | Matthew Negrete                               | 30 października 2016 | 31 października 2016           |
| Carol i Morgan docierają do Królestwa, dobrze zaopatrzonej osady, rządzonej przez ekscentrycznego człowieka, który tytułuje się królem Ezekielem. Mężczyzna przed epidemią szwendaczy pracował jako opiekun w zoo a obecnie utrzymuje własnego tygrysa. Carol uważa Królestwo za niedorzeczne i zamierza z niego uciec. Okazuje się, iż mieszkańcy Królestwa również są pod kontrolą Zbawców i muszą im płacić haracz. Carol zostaje przyłapana podczas próby ucieczki. Ezekiel odbywa z nią długą rozmowę, prosząc ją o pozostanie. Kobieta jednak postanawia zamieszkać w opuszczonym domu nieopodal Królestwa. |    |                                                                              |                       |                                               |                      |                                |
| 86 | 3  | Cela The Cell                                                                | Alrick Riley          | Angela Kang                                   | 6 listopada 2016     | 7 listopada 2016               |
| Daryl jako więzień Negana poddawany jest wielu okrutnym torturom. Zajmuje się nim Dwight, który na polecenie Negana ma złamać Daryla. Ostatecznie Daryl podejmuje próbę ucieczki, podczas której poznaje dziewczynę o imieniu Sherry. Zostaje jednak schwytany przez Negana i jego ludzi. Negan oświadcza, iż Daryl może przestać być męczony i żyć po królewsku jeżeli przejdzie na stronę Zbawców. Mężczyzna nie daje się jednak złamać, pomimo kolejnych prób Dwighta. |    |                                                                              |                       |                                               |                      |                                |
| 87 | 4  | Służba Service                                                               | David Boyd            | Corey Reed                                    | 13 listopada 2016    | 14 listopada 2016              |
| Negan wraz ze swoimi ludźmi przybywa do Alexandrii przed spodziewanym terminem. Odbiera mieszkańcom sporą część mebli, lekarstwa, a także całą broń z arsenału. Rick czując całkowitą bezsilność wobec grupy Negana, oświadcza iż nie czuje się już liderem Alexandrii. Rosita znajduje łuskę po naboju, prosi Eugene’a o wyprodukowanie z niej pocisku. |    |                                                                              |                       |                                               |                      |                                |
| 88 | 5  | Go Getters                                                                   | Darnell Martin        | Channing Powell                               | 20 listopada 2016    | 21 listopada 2016              |
| Carl odprowadza Enid do Wzgórza. Dziewczyna pragnie odwiedzić Maggie, której towarzyszy Sasha. Gregory jest wściekły na Maggie i Sashę, za to iż Zbawcy nie zostali pokonani. Mężczyzna domaga się od nich by opuściły wzgórze. Po tym jednak jak kobiety pomagają odeprzeć atak szwendacza, Jesus przekonuje Gregory’ego by pozwolił im zostać. Podczas wizyty zbawców i kolejnym rabunku, Sasha prosi Jesusa by ustalił gdzie przebywa Negan. Mężczyzna chowa się w ciężarówce zbawców, znajdując w niej chowającego się Carla. |    |                                                                              |                       |                                               |                      |                                |
| 89 | 6  | Przysięga Swear                                                              | Michael E. Satrazemis | David Leslie Johnson                          | 27 listopada 2016    | 28 listopada 2016              |
| Dwa tygodnie po ataku na posterunek Zbawców, Tara i Heath przebywają z dala od Alexandrii, szukając zapasów. Zostają zaatakowani przez szwendaczy, w wyniku czego Tara spada z mostu i traci przytomność. Kobieta zostaje ocucona na plaży przez dziewczynkę o imieniu Cyndie. Tara śledzi ją i trafia do osady nazwanej Oceanside, która jest zamieszkana tylko przez kobiety i dzieci, ponieważ wszyscy mężczyźni zostali zamordowani przez Zbawców. Po pobycie w osadzie Tara składa przysięgę, iż nikomu nie powie o Oceanside. Kobieta wraca do Alexandrii, w której zostaje przywitana przez Eugene’a. |    |                                                                              |                       |                                               |                      |                                |
| 90 | 7  | Zaśpiewaj mi piosenkę Sing Me a Song                                         | Rosemary Rodriguez    | Angela Kang, Corey Reed                       | 4 grudnia 2016       | 5 grudnia 2016                 |
| Jesus i Carl docierają do Sanktuarium, bazy zbawców. Jezus decyduje się zeskoczyć z ciężarówki po to by zrobić rekonesans, podczas gdy Carl planuje atak z broni maszynowej, myśląc iż uda mu się zabić Negana. Jego plan zawodzi, jednakże udaje mu się zabić dwóch zbawców. Negan będąc pod wrażeniem brawury chłopaka zaprowadza go do swojego mieszkania, gdzie wspólnie odbywają długą rozmowę. Negan zaprasza także Carla na proces wymierzania kary jednemu ze Zbawców, podczas którego jego twarz zostaje przypalona rozgrzanym żelazkiem. Negan decyduje się odwieźć chłopaka do Alexandrii. Po przybyciu na miejsce Negan rozmawia z Olivią, a następnie rozgaszcza się w domu Carla i Ricka, opiekując się małą Judith. W międzyczasie Rosita i Eugene przygotowują pocisk by zabić Negana a Spencer szuka zapasów w lesie. Rick i Aaron w celu pozyskania zapasów wchodzą na niebezpieczny teren. |    |                                                                              |                       |                                               |                      |                                |
| 91 | 8  | Serca wciąż biją Hearts Still Beating                                        | Michael E. Satrazemis | Matthew Negrete, Channing Powell              | 11 grudnia 2016      | 12 grudnia 2016                |
| Dzięki pomocy Jesusa Darylowi udaje się uciec z Sanktuarium. Rick i Aaron ryzykują życiem aby zdobyć zapasy na dryfującej łodzi, która jest otoczona przez szwendaczy. W międzyczasie w Alexandrii Negan kontynuuje swój pobyt, gotując obiad dla siebie, Carla, Olivii i Ricka, który nie zjawia się, kontynuując swoją misję. Po obiedzie do Negana przychodzi Spencer, który przynosi trochę alkoholu. Mężczyźni odbywają pogawędkę, a następnie postanawiają zagrać w bilard. Podczas gry Spencer próbuje namówić Negana by zabił Ricka i powierzył mu przywództwo w Alexandrii. Negan po wysłuchaniu planu Spencera, zabija go za pomocą długiego noża, twierdząc iż Rick przestrzega umowy i buszuje w terenie szukając zapasów, podczas gdy Spencer podburza do rewolty i naraża na szwank zawarte porozumienie. Po zabójstwie Spencera, Rosita postanawia spróbować zabić Negana, celując do niego z broni, trafia jednak w kij bejsbolowy zwany Lucill. Po nieudanym zamachu Negan poleca swojej żołnierce o imieniu Arat zabicie przypadkowego mieszkańca Alexandrii. Kobieta zabija Olivię. Do Alexandrii przybywa Rick i Aaron, wpadają oni przy bramie na Zbawców. W wyniku nieporozumienia Aaron zostaje dotkliwie pobity, podczas gdy Rick udaje się w głąb osady by spotkać się z Neganem. Lider Zbawców streszcza wszystkie wydarzenia, opowiadając o tym dlaczego zabił Spencera i Olivię. Eugene przyznaje się, iż to on wyprodukował nabój, w związku z czym zostaje wzięty przez Zbawców w niewolę. Negan oświadcza Rickowi, iż po ostatnich wydarzeniach dług Alexandrii wobec Zbawców znacznie wzrósł. Rick ostatecznie orientuje się, iż ślepe wykonywanie poleceń nie uchroni jego ludzi przed śmiercią z rąk Zbawców. Mężczyzna postanawia działać i wyrusza wraz ze swoimi ludźmi na Wzgórze. Na Wzgórze dociera także Jesus i Daryl, dochodzi do zawiązania sojuszu. |    |                                                                              |                       |                                               |                      |                                |
| 92 | 9  | Kamień na drodze Rock in the Road                                            | Greg Nicotero         | Angela Kang                                   | 12 lutego 2017       | 13 lutego 2017                 |
| Gregory odmawia pomocy grupie Ricka w walce przeciwko Zbawcom. Pozostali mieszkańcy Wzgórza decydują się jednak walczyć niezależnie od woli ich lidera. Jesus zabiera Ricka i jego grupę do Królestwa, Ezekiela. W drodze na spotkanie z królem, Jesus rozmawia z Richardem, któremu bardzo zależy na wojnie ze Zbawcami. Na miejscu mieszkańcy Alexandrii spotykają Morgana. Ezekiel otrzymuje analogiczną propozycję jak Gregory. Mężczyzna daje sobie czas do namysłu, jednocześnie zapraszając Ricka i jego ludzi na kolację oraz oferuje im nocleg. Nazajutrz król decyduje, iż nie przystąpi do sojuszu, ale oferuje azyl Darylowi, który jest poszukiwany przez Zbawców. W drodze powrotnej do Alexandrii, grupa dowiaduje się przez walkie-talkie, iż Negan wydał rozkaz przeszukania Alexandrii aby odnaleźć Daryla. Grupa napotyka pułapkę zastawioną przez Zbawców, w której znajdują się materiały wybuchowe. Rick postanawia rozbroić ładunki po to, by je przejąć. Podczas rozbrajania grupa zostaje zaatakowana przez szwendaczy. Po powrocie do Alexandrii Rick konfrontuje się z Simonem, który wraz z innymi Zbawcami rozpoczyna poszukiwania Daryla. Podczas przeszukania Rick i pozostali orientują się, iż zostali okradzeni z zapasów przez Gabriela. Mężczyzna opuścił osiedle, zabierając żywność oraz zostawiając informację o swoim miejscu pobytu. Rick wraz z kilkoma osobami wyrusza na poszukiwania Gabriela. Po dotarciu na miejsce grupa zostaje otoczona przez Scavengersów. |    |                                                                              |                       |                                               |                      |                                |
| 93 | 10 | Nowi najlepsi przyjaciele New Best Friends                                   | Jeffrey F. January    | Channing Powell                               | 19 lutego 2017       | 20 lutego 2017                 |
| Rick rozpoczyna negocjacje ze Scavengersami. Ich liderka o imieniu Jadis (w tej roli Pollyanna McIntosh) wystawia byłego szeryfa na próbę: Rick musi stoczyć walkę ze szwendaczem uzbrojonym w kolce. Po wygraniu potyczki dochodzi do zawarcia porozumienia pomiędzy grupami. Jadis domaga się dostarczenia broni w zamian za przystąpienie jej grupy do koalicji przeciwko Zbawcom. W tym czasie Richard i Daryl opuszczają Królestwo i wyruszają na misję celem wywołania wojny ze Zbawcami. Richard wyjawia swój plan, polegający na wystawieniu Carol na śmierć, co jego zdaniem popchnie Ezekiela do wypowiedzenia wojny. Daryl udaremnia wykonanie tego planu, a następnie udaje się do Carol na kolację, podczas której nie wyjawia kobiecie prawdy na temat aktualnej sytuacji i stratach poniesionych przez Alexandrię. Mężczyzna rezygnuje z azylu w Królestwie i udaje się na Wzgórze, by przygotować mieszkańców osady do zbliżającej się wojny. |    |                                                                              |                       |                                               |                      |                                |
| 94 | 11 | Wrogowie i katastrofy Hostiles and Calamities                                | Kari Skogland         | David Leslie Johnson                          | 26 lutego 2017       | 27 lutego 2017                 |
| Po ucieczce Daryla, Negan podejrzewa Dwighta o zdradę. Okazuje się, że wraz z Darylem zniknęła Sherry. Eugen pracuje dla Negana i udaremnia postęp jego żon, które przy pomocy naukowca chciały otruć przywódcę Zbawców. Dwigt miał szansę odnaleźć Sherry, ale po przeczytaniu listu od niej postanowił wrobić lekarza w pomoc w ucieczce Daryla, podrzucając dowody do gabinetu lekarskiego. Skłamał, że zabił Sherry a ta przed śmiercią wskazała mu doktora na wspólnika. Lekarz zostaje zabity przez Negana. |    |                                                                              |                       |                                               |                      |                                |
| 95 | 12 | Powiedz tak Say Yes                                                          | Greg Nicotero         | Matthew Negrete                               | 5 marca 2017         | 6 marca 2017                   |
| Rick i Michonne poszukują jedzenia i broni. W czasie poszukiwań trafiają na dwóch mężczyzn grających w golfa. Korzystając z ich nieuwagi kradną im z pickup'a precle, piwo i baterie. Rosita wbrew Tarze postanawia poszukać broni na własną rękę. Przywódca grupy wraz z partnerką trafiają na jelenia który doprowadza ich do wesołego miasteczka pełnego żywych trupów, po drodze okazuje się, że trwały tam walki (puste łuski). Rosita podczas samotnych poszukiwań natrafia na dom, w którego progu dopatruje broń, wtedy natrafia na zombie. Po trudnej walce okazuje się, że to zabawkowy pistolet. Para wchodzi na dach magazynu, tuż obok wesołego miasteczka, po krótkiej rozmowie pod nogami obojga załamują się deski. Okazało się, że w padli (nomen omen) do magazynu pełnego długoterminowego jedzenia. Ksiądz wygłasza kazanie Rosicie. Rick i Michonne po upojnej nocy spędzonej w magazynie postanawiają odebrać broń trupom-żołnierzom szwędającym się po wesołym miasteczku. Rick chcąc ustrzelić jelenia wskakuje na diabelski młyn, mając go na muszce spada na ziemie. Michonne ratuje partnera z opresji i po rozprawieniu się z zombie zabierają broń do Jadis, liderki Scavengers-ów. Ta na miejscu żąda podwojenia sztuk broni, na co przystoi Rick. Rosita po znalezieniu snajperki, namawia Sashe na zabójstwo Negana. |    |                                                                              |                       |                                               |                      |                                |
| 96 | 13 | Pochowajcie mnie tutaj Bury Me Here                                          | Alrick Riley          | Scott M. Gimple                               | 12 marca 2017        | 13 marca 2017                  |
| 97 | 14 | Druga strona The Other Side                                                  | Michael E. Satrazemis | Angela Kang                                   | 19 marca 2017        | 20 marca 2017                  |
| 98 | 15 | Coś potrzebnego Something They Need                                          | Michael Slovis        | Corey Reed                                    | 26 marca 2017        | 27 marca 2017                  |
| 99 | 16 | Pierwszy dzień reszty twojego życia The First Day of the Rest of Your Life   | Greg Nicotero         | Scott M. Gimple, Angela Kang, Matthew Negrete | 2 kwietnia 2017      | 3 kwietnia 2017                |

### Sezon 8 (2017−2018)
| №   | #  | Tytuł                                                | Reżyseria             | Scenariusz                                         | Premiera (AMC)       | Premiera w Polsce (Fox Polska) |
| --- | -- | ---------------------------------------------------- | --------------------- | -------------------------------------------------- | -------------------- | ------------------------------ |
| 100 | 1  | Miłosierdzie Mercy                                   | Greg Nicotero         | Scott M. Gimple                                    | 22 października 2017 | 23 października 2017           |
| 101 | 2  | Przeklęci The Damned                                 | Rosemary Rodriguez    | Matthew Negrete, Channing Powell                   | 29 października 2017 | 30 października 2017           |
| 102 | 3  | Potwory Monsters                                     | Greg Nicotero         | Matthew Negrete, Channing Powell                   | 5 listopada 2017     | 6 listopada 2017               |
| 103 | 4  | Co za facet Some Guy                                 | Dan Liu               | David Leslie Johnson                               | 12 listopada 2017    | 13 listopada 2017              |
| 104 | 5  | Wielkie, przerażające U The Big Scary U              | Michael E. Satrazemis | Scott M. Gimple, David Leslie Johnson, Angela Kang | 19 listopada 2017    | 20 listopada 2017              |
| 105 | 6  | Król, wdowa i Rick The King, the Widow, and Rick     | John Polson           | Angela Kang, Corey Reed                            | 26 listopada 2017    | 27 listopada 2017              |
| 106 | 7  | Czas na to, co potem Time for After                  | Larry Teng            | Matthew Negrete, Corey Reed                        | 3 grudnia 2017       | 4 grudnia 2017                 |
| 107 | 8  | Jak to będzie How It’s Gotta Be                      | Michael E. Satrazemis | David Leslie Johnson, Angela Kang                  | 10 grudnia 2017      | 11 grudnia 2017                |
| 108 | 9  | Honor                                                | Greg Nicotero         | Matthew Negrete, Channing Powell                   | 25 lutego 2018       | 26 lutego 2018                 |
| 109 | 10 | Zagubieni i grabieżcy The Lost and the Plunderers    | David Boyd            | Angela Kang, Channing Powell, Corey Reed           | 4 marca 2018         | 5 marca 2018                   |
| 110 | 11 | Żywi lub martwi Dead or Alive Or                     | Michael E. Satrazemis | Eddie Guzelian                                     | 11 marca 2018        | 12 marca 2018                  |
| 111 | 12 | Klucz The Key                                        | Greg Nicotero         | Corey Reed, Channing Powell                        | 18 marca 2018        | 19 marca 2018                  |
| 112 | 13 | Nie skazujcie nas na błądzenie Do Not Send Us Astray | Jeffrey F. January    | Angela Kang, Matthew Negrete                       | 25 marca 2018        | 26 marca 2018                  |
| 113 | 14 | To wciąż coś znaczy Still Gotta Mean Something       | Michael E. Satrazemis | Eddie Guzelian                                     | 1 kwietnia 2018      | 2 kwietnia 2018                |
| 114 | 15 | Wartość Worth                                        | Michael Slovis        | David Leslie Johnson-McGoldrick, Corey Reed        | 8 kwietnia 2018      | 9 kwietnia 2018                |
| 115 | 16 | Wściekłość Wrath                                     | Greg Nicotero         | Scott M. Gimple, Angela Kang, Matthew Negrete      | 15 kwietnia 2018     | 16 kwietnia 2018               |

### Sezon 9 (2018−2019)
| №   | #  | Tytuł                                | Reżyseria             | Scenariusz                                      | Premiera (AMC)       | Premiera w Polsce (Fox Polska) |
| --- | -- | ------------------------------------ | --------------------- | ----------------------------------------------- | -------------------- | ------------------------------ |
| 116 | 1  | Nowy początek A New Beginning        | Greg Nicotero         | Angela Kang                                     | 7 października 2018  | 8 października 2018            |
| 117 | 2  | Most The Bridge                      | Daisy Mayer           | David Leslie Johnson-McGoldrick                 | 14 października 2018 | 15 października 2018           |
| 118 | 3  | Znaki ostrzegawcze Warning Signs     | Dan Liu               | Corey Reed                                      | 21 października 2018 | 22 października 2018           |
| 119 | 4  | Zobligowani The Obliged              | Rosemary Rodriguez    | Geraldine Inoa                                  | 28 października 2018 | 29 października 2018           |
| 120 | 5  | Co się potem dzieje What Comes After | Greg Nicotero         | Matthew Negrete, Scott M. Gimple                | 4 listopada 2018     | 5 listopada 2018               |
| 121 | 6  | Kim teraz jesteś? Who Are You Now    | Larry Teng            | Eddie Guzelian                                  | 11 listopada 2018    | 12 listopada 2018              |
| 122 | 7  | Stradivarius                         | Michael Cudlitz       | Vivian Tse                                      | 18 listopada 2018    | 19 listopada 2018              |
| 123 | 8  | Ewolucja Evolution                   | Michael E. Satrazemis | David Leslie Johnson-McGoldrick                 | 25 listopada 2018    | 26 listopada 2018              |
| 124 | 9  | Adaptacja Adaptation                 | Greg Nicotero         | Corey Reed                                      | 10 lutego 2019       | 11 lutego 2019                 |
| 125 | 10 | Omega                                | David Boyd            | Channing Powell                                 | 17 lutego 2019       | 18 lutego 2019                 |
| 126 | 11 | Dary Bounty                          | Meera Menon           | Matthew Negrete                                 | 24 lutego 2019       | 25 lutego 2019                 |
| 127 | 12 | Strażnicy Guardians                  | Michael E. Satrazemis | LaToya Morgan                                   | 3 marca 2019         | 4 marca 2019                   |
| 128 | 13 | Wąskie gardło Chokepoint             | Liesl Tommy           | Eddie Guzelian, David Leslie Johnson-McGoldrick | 10 marca 2019        | 11 marca 2019                  |
| 129 | 14 | Blizny Scars                         | Millicent Shelton     | Corey Reed, Vivian Tse                          | 17 marca 2019        | 18 marca 2019                  |
| 130 | 15 | Cisza przed burzą The Calm Before    | Laura Belsey          | Geraldine Inoa, Channing Powell                 | 24 marca 2019        | 25 marca 2019                  |
| 131 | 16 | Burza The Storm                      | Greg Nicotero         | Angela Kang, Matthew Negrete                    | 31 marca 2019        | 1 kwietnia 2019                |

### Sezon 10 (2019–2021)
| №   | #  | Tytuł                                              | Reżyseria                | Scenariusz                         | Premiera (AMC)       | Premiera w Polsce (Fox Polska) |
| --- | -- | -------------------------------------------------- | ------------------------ | ---------------------------------- | -------------------- | ------------------------------ |
| 132 | 1  | Przekroczone granice Lines We Cross                | Greg Nicotero            | Angela Kang                        | 6 października 2019  | 7 października 2019            |
| 133 | 2  | Jesteśmy końcem świata We Are the End of the World | Greg Nicotero            | Nicole Mirante-Matthews            | 13 października 2019 | 14 października 2019           |
| 134 | 3  | Duchy Ghosts                                       | David Boyd               | Jim Barnes                         | 20 października 2019 | 21 października 2019           |
| 135 | 4  | Uciszyć szepty Silence the Whisperers              | Michael Cudlitz          | Geraldine Inoa                     | 27 października 2019 | 28 października 2019           |
| 136 | 5  | Zawsze to samo What It Always Is                   | Laura Belsey             | Eli Jorne                          | 3 listopada 2019     | 4 listopada 2019               |
| 137 | 6  | Więzi Bonds                                        | Dan Liu                  | Kevin Deiboldt                     | 10 listopada 2019    | 11 listopada 2019              |
| 138 | 7  | Otwórz oczy Open Your Eyes                         | Michael Cudlitz          | Corey Reed                         | 17 listopada 2019    | 18 listopada 2019              |
| 139 | 8  | Dawny świat The World Before                       | John Dahl                | Julia Ruchman                      | 24 listopada 2019    | 25 listopada 2019              |
| 140 | 9  | Presja Squeeze                                     | Michael E. Satrazemis    | David Leslie, Johnson-McGoldrick   | 23 lutego 2020       | 24 lutego 2020                 |
| 141 | 10 | Prześladowca / Tropiciel Stalker                   | Bronwen Hughes           | Jim Barnes                         | 1 marca 2020         | 2 marca 2020                   |
| 142 | 11 | Gwiazda poranna Morning Star                       | Michael E. Satrazemis    | Julia Ruchman, Vivian Tse          | 8 marca 2020         | 9 marca 2020                   |
| 143 | 12 | Chodź z nami / Krocz z nami Walk with Us           | Greg Nicotero            | Eli Jorné, Nicole Mirante-Matthews | 15 marca 2020        | 16 marca 2020                  |
| 144 | 13 | Kim się stajemy What We Become                     | Sharat Raju              | Vivian Tse                         | 22 marca 2020        | 23 marca 2020                  |
| 145 | 14 | Spójż na kwiaty Look at the Flowers                | Daisy von Scherler Mayer | Channing Powell                    | 29 marca 2020        | 30 marca 2020                  |
| 146 | 15 | Wieża The Tower                                    | Laura Belsey             | Kevin Deiboldt, Julia Ruchman      | 5 kwietnia 2020      | 6 kwietnia 2020                |
|     |    |                                                    |                          |                                    |                      |                                |
| 147 | 16 | Na pewną śmierć A Certain Doom                     | Greg Nicotero            | Jim Barnes, Eli Jorné, Corey Reed  | 4 października 2020  | 5 października 2020            |
|     |    |                                                    |                          |                                    |                      |                                |
| 148 | 17 | Nie ma jak w domu Home Sweet Home                  | David Boyd               | Kevin Deiboldt, Corey Reed         | 28 lutego 2021       | 1 marca 2021                   |
| 149 | 18 | Znajdź mnie Find Me                                | David Boyd               | Nicole Mirante-Matthews            | 7 marca 2021         | 8 marca 2021                   |
| 150 | 19 | Jeszcze jeden One More                             | Laura Belsey             | Erik Mountain, Jim Barnes          | 14 marca 2021        | 15 marca 2021                  |
| 151 | 20 | Drzazga Splinter                                   | Laura Belsey             | Julia Ruchman, Vivian Tse          | 21 marca 2021        | 22 marca 2021                  |
| 152 | 21 | Rozbiezności Diverged                              | David Boyd               | Heather Bellson                    | 28 marca 2021        | 29 marca 2021                  |
| 153 | 22 | Oto Negan Here’s Negan                             | Laura Belsey             | David Leslie Johnson-McGoldrick    | 4 kwietnia 2021      | 5 kwietnia 2021                |

### Sezon 11 (2021–2022)
| №   | #  | Tytuł                                   | Reżyseria           | Scenariusz                                     | Premiera (AMC)       | Premiera w Polsce (Fox Polska) |
| --- | -- | --------------------------------------- | ------------------- | ---------------------------------------------- | -------------------- | ------------------------------ |
| 154 | 1  | Acheron: Część pierwsza Acheron: Part I | Kevin Dowling       | Angela Kang, Jim Barnes                        | 22 sierpnia 2021     | 23 sierpnia 2021               |
| 155 | 2  | Acheron: Część druga Acheron: Part II   | Kevin Dowling       | Angela Kang, Jim Barnes                        | 29 sierpnia 2021     | 30 sierpnia 2021               |
| 156 | 3  | Ścigani Hunted                          | Frederick E.O. Toye | Vivian Tse                                     | 5 września 2021      | 6 września 2021                |
| 157 | 4  | Przekazanie Rendition                   | Frederick E.O. Toye | Nicole Mirante-Matthews                        | 12 września 2021     | 13 września 2021               |
| 158 | 5  | Odrodzeni z popiołów Out of the Ashes   | Greg Nicotero       | LaToya Morgan                                  | 19 września 2021     | 20 września 2021               |
| 159 | 6  | Od środka On the Inside                 | Greg Nicotero       | Kevin Deiboldt                                 | 26 września 2021     | 27 września 2021               |
| 160 | 7  | Złamane obietnice Promises Broken       | Sharat Raju         | Julia Ruchman                                  | 3 października 2021  | 4 października 2021            |
| 161 | 8  | Za krew For Blood                       | Sharat Raju         | Erik Mountain                                  | 10 października 2021 | 11 października 2021           |
|     |    |                                         |                     |                                                |                      |                                |
| 162 | 9  | Bez wyjścia No Other Wa                 | Jon Amiel           | Frank Darabont Corey Reed                      | 20 lutego 2022       | 21 lutego 2022                 |
| 163 | 10 | Nowe strachy New Haunts                 | Jon Amiel           | Frank Darabont Magali Lozano                   | 27 lutego 2022       | 28 lutego 2022                 |
| 164 | 11 | Niepewny element Rogue Element          | Michael Cudlitz     | Frank Darabont David Leslie Johnson-McGoldrick | 6 marca 2022         | 7 marca 2022                   |

### Odcinek specjalny (2016)
| S1 | Dotychczasowa podróż The Journey So Far | Ostatni dzień na Ziemi Last Day on Earth (6x16)Nadejdzie dzień, kiedy Ciebie nie będzie The Day Will Come When You Won’t Be (7x01) | 16 października 2016 |
| Odcinek jest podsumowaniem pierwszych sześciu sezonów serialu. Składa się z wypowiedzi obsady, jak i producentów. |                                         | |                      |